# Llista de còmics de la Col·lecció Olé de Bruguera
La col·lecció Olé era una col·lecció d'àlbums de còmic d'humor publicats per l'Editorial Bruguera que va recopilar historietes serialitzades en revistes fins a completar àlbums de 78 pàgines al principi, que es va anar reduint fins a les 62 al final, entre 1970 i 1986.

## Inicis: números 1-77 (1970-1973)
La col·lecció arrenca a febrer de 1970. Al principi no s'indica la direcció ni la data de publicació, només l'any.
Va començar publicant monogràfics d'una gran varietat de sèries, però aquest esperit inicial va canviar a partir del número 78 en que van desaparèixer inicialment les sèries protagonitzades per personatges que no haguessin estat creats per Ibáñez ni Escobar.
| Número | Protagonista/es            | Subtítol                        | Autor A                                  | Pàgines (1a edició) | Any (1a edició) | Notes (1a edició) | Recopilacions                                       |
| ------ | -------------------------- | ------------------------------- | ---------------------------------------- | ------------------- | --------------- | --- | --------------------------------------------------- |
| 1      | Pepe Gotera y Otilio       | Chapuzas a domicilio            | Ibáñez                                   | 78                  | 1971            | Històries de 2 pàgines | Magos del Humor 6 Super Humor 1                     |
| 2      | Zipi i Zape                | Más tremendos cada día          | Escobar                                  | 78                  | 1971            | Històries d'1 pàgina. És coneixen 8 edicions per part de Bruguera, la darrera d'abril de 1986, sent un dels números més reeditats de la col·lecció, juntament amb els números 3 i 5.                                                                                  | Magos del Humor 6 Super Humor 1                     |
| 3      | El botones Sacarino        | ¡Líos en la oficina!            | Ibáñez i apòcrifs                        | 78                  | 1971            | Històries de 2 pàgines. És coneixen 8 edicions per part de Bruguera, la darrera de 1984, sent un dels números més reeditats de la col·lecció, juntament amb els números 2 i 5. A les historietes apòcrifes s'acredita només el guionista, José María Casanovas Baile. | Magos del Humor 6 Super Humor 1                     |
| 4      | La familia Cebolleta       | ¡Problemas por doquier!         | Vázquez                                  | 78                  | 1971            | Històries d'1 ó 2 pàgines | Magos del Humor 7 Super Humor 17                    |
| 5      | Mortadel·lo i Filemó       | ¡De nuevo en ebullición!        | Ibáñez                                   | 78                  | 1971            | Històries d'1 pàgina. És coneixen 8 edicions per part de Bruguera, la darrera de 1984, sent un dels números més reeditats de la col·lecció, juntament amb els números 2 i 3.                                                                                          | Magos del Humor 6 Super Humor 1                     |
| 6      | Don Pío                    | ¡Qué vida esta!                 | Peñarroya                                | 78                  | 1971            | Històries d'1 pàgina | Olé Selecciones 1 Magos del Humor 7                 |
| 7      | Rigoberto Picaporte        | Solterón de mucho porte         | Segura                                   | 78                  | 1971            | Històries d'1 pàgina | Magos del Humor 6 Super Humor 16                    |
| 8      | Pepe Gotera y Otilio       | ¡Trabajitos finos!              | Ibáñez                                   | 78                  | 1971            | Històries de 2 pàgines | Magos del Humor 7 Super Humor 9                     |
| 9      | Las hermanas Gilda         | Y sus locuelas peripecias       | Vázquez                                  | 78                  | 1971            | Històries d'1 pàgina | Magos del Humor 7 Super Humor 17                    |
| 10     | Zipi i Zape                | Los mini-terremotos             | Escobar                                  | 78                  | 1971            | Històries d'1 pàgina | Magos del Humor 7 Super Humor 1                     |
| 11     | Mortadel·lo i Filemó       | Detectives de ocasión           | Ibáñez                                   | 78                  | 1971            | Històries d'1 ó 2 pàgines | Olé Selecciones 1 Super Humor 7                     |
| 12     | Anacleto, agente secreto   | -                               | Vázquez                                  | 78                  | 1971            | Històries d'1, 2, 4 ó 10 pàgines |                                                     |
| 13     | Agamenón                   | Un mozo mu espabilao            | Nene Estivill                            | 78                  | 1971            | Històries d'1 ó 2 pàgines | Magos del Humor 1                                   |
| 14     | Rompetechos                | La vista es la que trabaja      | Ibáñez i apòcrifs (Joan Bernet Toledano) | 78                  | 1971            | Històries d'1 pàgina | Magos del Humor 1 Super Humor 8                     |
| 15     | El botones Sacarino        | Campeón del desatino            | Ibáñez                                   | 78                  | 1971            | Històries de 2 pàgines | Magos del Humor 1 Super Humor 6                     |
| 16     | Facundo                    | Se da un garbeo por el mundo    | Gosset                                   | 78                  | 1971            | Històries d'1 ó 2 pàgines |                                                     |
| 17     | Doña Tecla Bisturín        | Enfermera de postín             | Raf                                      | 78                  | 1971            | Històries d'1, 2 ó 4 pàgines | Magos del Humor 2 Super Humor 18                    |
| 18     | Mortadel·lo i Filemó       | Dos agentes con recursos        | Ibáñez                                   | 78                  | 1971            | Històries de 2 pàgines. En versions posteriors també inclou historietes d'autoria apòcrifa | Magos del Humor 1 Super Humor 2                     |
| 19     | Don Pío                    | "Heroíno” de estar por casa     | Peñarroya                                | 78                  | 1971            | Històries d'1 ó 2 pàgines | Magos del Humor 1                                   |
| 20     | Domingón                   | Descanso imposible              | Gosset                                   | 78                  | 1971            | Històries d'1 ó 2 pàgines | Olé Selecciones 2                                   |
| 21     | El Capitán Serafín         | Y el grumete Diabolín           | Segura                                   | 78                  | 1971            | Històries d'1 pàgina, excepte la penúltima, de 4 | Magos del Humor 2                                   |
| 22     | Pepe Gotera y Otilio       | Chapuceros de vía estrecha      | Ibáñez                                   | 78                  | 1971            | Històries de 2 pàgines | Magos del Humor 2 Super Humor 10                    |
| 23     | 13, Rue del Percebe        | La casa de los mil chistes      | Ibáñez i apòcrifs (Joan Bernet Toledano) | 78                  | 1971            | Totes les històries de la sèrie eren d'1 pàgina. Les pàgines hi apareixen sense cap ordre, alternant èpoques i autors. | Magos del Humor 2 Super Humor 2                     |
| 24     | Gordito Relleno            | Tontorrón de buena pasta        | Peñarroya                                | 78                  | 1971            | Històries d'1 ó 2 pàgines | Olé Selecciones 3 Magos del Humor 2                 |
| 25     | Los cuentos de tío Vázquez |                                 | Vázquez                                  | 78                  | 1971            | Conté 37 històries de 2 pàgines i una de 4 | Olé Selecciones 4 Magos del Humor 3                 |
| 26     | Zipi i Zape                | Travesuras a mansalva           | Escobar                                  | 78                  | 1971            | Històries d'1 pàgina | Magos del Humor 3 Super Humor 2 Super Humor 44      |
| 27     | Doña Lío Portapartes       | Cocinando es un desastre        | Raf                                      | 78                  | 1971            | Històries d'1 pàgina | Olé Selecciones 5 Super Humor 18                    |
| 28     | Mortadel·lo i Filemó       | No hay lío que no resuelvan     | Ibáñez                                   | 78                  | 1971            | Històries de 2 pàgines | Olé Selecciones 2 Magos del Humor 3 Super Humor 10  |
| 29     | Olegario                   | ¡Siempre en apuros!             | Raf                                      | 78                  | 1971            | Històries d'1 ó 2 pàgines | Olé Selecciones 6 Magos del Humor 4                 |
| 30     | Carpanta                   | ¡Siempre a punto de comer!      | Escobar                                  | 78                  | 1971            | Històries d'1 pàgina | Magos del Humor 3 Super Humor 19                    |
| 31     | Pepe Gotera y Otilio       | Destrozos de artesanía          | Ibáñez                                   | 78                  | 1971            | Històries de 2 pàgines | Magos del Humor 3 Super Humor 7                     |
| 32     | Hug, el Troglodita         | Gansadas prehistóricas          | Gosset                                   | 78                  | 1971            | Històries d'1 ó 2 pàgines | Olé Selecciones 13 Magos del Humor 4                |
| 33     | Las hermanas Gilda         | «Majorettes del humor»          | Vázquez                                  | 78                  | 1971            | Històries d'1 ó 2 pàgines | Magos del Humor 4                                   |
| 34     | Rigoberto Picaporte        | Por el amor de Curruquita       | Segura                                   | 78                  | 1971            | Històries d'1 pàgina | Magos del Humor 4                                   |
| 35     | Mortadel·lo i Filemó       | Dos merluzos en acción          | Ibáñez                                   | 78                  | 1971            | Històries d'1 ó 2 pàgines. En alguns casos es van unir dues historietes d'una pàgina sense argument comú. | Olé Selecciones 3 Magos del Humor 4 Super Humor 9   |
| 36     | Rompetechos                | ¡Campeón del despiste!          | Ibáñez                                   | 78                  | 1971            | Històries d'1 ó 2 pàgines | Magos del Humor 5 Super Humor 6                     |
| 37     | Facundo                    | Por vocación, trotamundos       | Gosset                                   | 78                  | 1971            | Històries d'1 ó 2 pàgines | Magos del Humor 5                                   |
| 38     | Doña Lío Portapartes       | Y su pupilo, Don Bollete        | Raf                                      | 78                  | 1971            | Magos del Humor 5 | Olé Selecciones 7                                   |
| 39     | Domingón                   | Apuros domingueros              | Gosset                                   | 78                  | 1971            | Històries d'1 ó 2 pàgines | Olé Selecciones 8 Magos del Humor 5                 |
| 40     | La Panda                   | Y el «Silencino»                | Segura                                   | 78                  | 1971            | Conté "El Silencino" de 35 pàgines, una història d'1 pàgina titulada "Día de lidia" i "El tesoro", de 42 | Magos del Humor 5                                   |
| 41     | Anacleto, agente secreto   | Los encarguitos del Jefe        | Vázquez                                  | 78                  | 1972            | Històries de 2, 4 i 8 pàgines | Magos del Humor 8                                   |
| 42     | Don Pelmazo                | «Rollos» a porrillo             | Raf                                      | 78                  | 1972            | Històries d'1, 2 i 4 pàgines | Magos del Humor 8                                   |
| 43     | La alegre pandilla         | Las jugarretas de «Músculos»    | Segura                                   | 78                  | 1972            | Històries d'1 pàgina | Magos del Humor 8                                   |
| 44     | Toby                       | Y su perro mundo                | Escobar                                  | 78                  | 1972            | Inclou 4 històries de 4 pàgines i 62 d'1 pàgina. | Magos del Humor 8                                   |
| 45     | Mortadel·lo i Filemó       | Los sabuesos de la TIA          | Ibáñez                                   | 78                  | 1971            | Històries d'1 i 2 pàgines. La historieta Las ideas de Mortadelo es compon de dues historietes originalment d'1 pàgina unides. | Magos del Humor 9 Super Humor 9                     |
| 46     | El doctor Cataplasma       | Y su criada Panchita            | Martz-Schmidt                            | 78                  | 1972            | | Magos del Humor 9                                   |
| 47     | Pitagorín                  | El niño prodigio                | Peñarroya                                | 78                  | 1972            | | Magos del Humor 8                                   |
| 48     | Zipi i Zape                | Los hermanos Zapatilla          | Escobar                                  | 78                  | 1972            | Històries d'1, 2 ó 4 pàgines | Magos del Humor 9 Super Humor 10                    |
| 49     | Anacleto, agente secreto   | ¡Nunca falla!                   | Vázquez                                  | 78                  | 1971            | Històries d'1, 2 ó 8 pàgines. Es desconeix l'autor de la portada. | Magos del Humor 9                                   |
| 50     | Pepe Gotera y Otilio       | Catástrofes surtidas            | Ibáñez                                   | 78                  | 1972            | Històries de 2 pàgines. A partir de la sisena edició es va canviar la portada per una variant. | Magos del Humor 9 Super Humor 2                     |
| 51     | Aspirino y Colodión        | Y su mundo loco                 | Figueras                                 | 78                  | 1972            | Històries d'1 ó 2 pàgines | Olé Selecciones 9 Magos del Humor 10                |
| 52     | Las hermanas Gilda         | «Herme», la juguetona           | Vázquez                                  | 78                  | 1972            | Històries d'1, 2 ó 4 pàgines | Magos del Humor 10                                  |
| 53     | El botones Sacarino        | La pesadilla del «dire»         | Ibáñez                                   | 78                  | 1972            | Històries de 2 pàgines | Magos del Humor 10 Super Humor 10                   |
| 54     | Angelito                   | Un ‘encanto’ de criatura        | Vázquez                                  | 78                  | 1972            | Històries d'1 pàgina | Magos del Humor 10                                  |
| 55     | Rompetechos                | Un tipo «despistadillo»         | Ibáñez                                   | 78                  | 1972            | Històries d'1, 2 ó 4 pàgines | Magos del Humor 10 Super Humor 9                    |
| 56     | Doña Lío Portapartes       | La pensión de los garbanzos     | Raf                                      | 78                  | 1972            | Històries d'1 ó 2 pàgines | Olé Selecciones 10 Magos del Humor 11               |
| 57     | Mortadel·lo i Filemó       | ¡Un susto tras otro!            | Ibáñez                                   | 78                  | 1972            | Històries d'1 ó 2 pàgines | Olé Selecciones 5 Magos del Humor 11 Super Humor 2  |
| 58     | 13, Rue del Percebe        | Pisos de risa ilimitada         | Ibáñez i apòcrifs (Joan Bernet Toledano) | 78                  | 1972            | Totes les històries de la sèrie eren d'1 pàgina. La portada era apòcrifa, a càrrec de José Luis Sagastí Iruzubieta ("Sagasty"). | Magos del Humor 11 Super Humor 7                    |
| 59     | La familia Cebolleta       | Los apuros de Don Rosendo       | Vázquez                                  | 78                  | 1972            | | Magos del Humor 11                                  |
| 60     | Pepe Gotera y Otilio       | «Manitas» para el oficio        | Ibáñez                                   | 78                  | 1972            | Històries de 2 pàgines | Magos del Humor 11 Super Humor 8                    |
| 61     | Hug, el troglodita         | Peripecias cuaternarias         | Gosset                                   | 78                  | 1972            | | Olé Selecciones 11 Magos del Humor 12               |
| 62     | El botones Sacarino        | La oficina de la mala pata      | Ibáñez                                   | 78                  | 1972            | Històries de 2 ó 4 pàgines | Magos del Humor 12 Super Humor 7                    |
| 63     | Doña Tecla Bisturín        | De la clínica 'El Buen Zurcido' | Raf                                      | 78                  | 1972            | Històries d'1 ó 4 pàgines | Magos del Humor 12                                  |
| 64     | Mortadel·lo i Filemó       | Investigan con tesón            | Ibáñez                                   | 78                  | 1972            | Històries d'1, 2, 4 ó 10 pàgines | Olé Selecciones 6 Magos del Humor 12 Super Humor 10 |
| 65     | Doña Lío Portapartes       | Los apuros de Don Bollete       | Raf                                      | 78                  | 1972            | | Magos del Humor 12                                  |
| 66     | Sir Tim O'Theo             | El secuestro del Burgomaestre   | Raf amb guions d'Andreu Martín           | 78                  | 1972            | Conté la primera història llarga inclosa a la col·lecció: El secuestro del burgomaestre (42 pàgines, procedent de Super Pulgarcito (2ª època) nº 7 a 12), completat amb històries de 2 ó 4 pàgines                                                                    | Magos del Humor 13                                  |
| 67     | Zipi i Zape                | Calamidad por duplicado         | Escobar                                  | 78                  | 1972            | Inclou historietes curtes d'1, 2 ó 4 pàgines. | Olé Selecciones 12 Magos del Humor 13 Super Humor 6 |
| 68     | El botones Sacarino        | Ingenioso y retozón             | Ibáñez                                   | 78                  | 1973            | Inclou historietes curtes de 2, 4 ó 6 pàgines. | Magos del Humor 13 Super Humor 8                    |
| 69     | Anacleto, agente secreto   | Licencia para meter la pata     | Vázquez                                  | 78                  | 1973            | Històries d'1, 2, 4 ó 8 pàgines | Olé Selecciones 14 Magos del Humor 13               |
| 70     | Cine Locuras               | Guerra loca                     | Figueras                                 | 78                  | 1973            | Històries d'1 ó 2 pàgines | Magos del Humor 13                                  |
| 71     | Mortadel·lo i Filemó       | Tras la pista del ladrón        | Ibáñez                                   | 78                  | 1973            | Històries d'1 ó 2 pàgines | Olé Selecciones 7 Magos del Humor 14 Super Humor 7  |
| 72     | La Panda                   | La isla de los chalados         | Segura                                   | 78                  | 1973            | | Magos del Humor 14                                  |
| 73     | Sir Tim O´Theo             | La verruga de Sivah             | Raf                                      | 78                  | 1973            | Conté La verruga de Sivah (42 pàgines, procedent de Super Pulgarcito (2ª època) nº 13-18), completat per històries de 2, 4 ó 6 pàgines | Magos del Humor 14                                  |
| 74     | Anacleto, agente secreto   | Casos a capazos                 | Vázquez                                  | 78                  | 1973            | | Magos del Humor 14                                  |
| 75     | Zipi i Zape                | Los «angelitos» de Don Pantuflo | Escobar                                  | 78                  | 1973            | Històries d'1, 4, 6, 8 ó 10 pàgines | Magos del Humor 14 Super Humor 8                    |
| 76     | Don Pío                    | Peripecias hogareñas            | Peñarroya                                | 78                  | 1973            | Històries d'1, 2 ó 4 pàgines | Magos del Humor 15                                  |
| 77     | La alegre pandilla         | ¡Travesuras a porrillo!         | Segura                                   | 78                  | 1973            | Històries d'1, 2 ó 4 pàgines | Magos del Humor 15                                  |

## Canvi de rumb: números 78-316 (1973-1986)
L'esperit inicial va canviar a partir del número 78 en que van desaparèixer inicialment les sèries protagonitzades per personatges que no haguessin estat creats per Ibáñez ni Escobar. Alguns reapareixeran a partir del número 150 (1978), però només a les pàgines finals.
| Número | Protagonista/es      | Subtítol                     | Autor                              | Pàgines (1a edició) | Any (1a edició) | Notes (1a edició) | Recopilacions                                       |
| ------ | -------------------- | ---------------------------- | ---------------------------------- | ------------------- | --------------- | --- | --------------------------------------------------- |
| 78     | Pepe Gotera y Otilio | Expertos en cualquier cosa   | Ibáñez                             | 78                  | 1973            | Inclou historietes curtes | Magos del Humor 15 Super Humor 6                    |
| 79     | Mortadel·lo i Filemó | Dos percebes en apuros       | Ibáñez                             | 78                  | 1973            | Històries d'1, 2 ó 4 pàgines | Olé Selecciones 8 Magos del Humor 15 Super Humor 8  |
| 80     | El botones Sacarino  | ¡Catástrofes a granel!       | Ibáñez                             | 78                  | 1973            | Històries de 2 ó 4 pàgines | Magos del Humor 15 Super Humor 9                    |
| 81     | Mortadel·lo i Filemó | ¡Qué agencia de información! | Ibáñez                             | 78                  | 1973            | Conté històries de 2 a 10 pàgines, procedents d'altres historietes | Olé Selecciones 9 Magos del Humor 16 Super Humor 4  |
| 82     | Pepe Gotera y Otilio | Una pareja de alivio         | Ibáñez                             | 78                  | 1973            | Conté històries de 2, 4, 6 ó 8 pàgines | Magos del Humor 16 Super Humor 4                    |
| 83     | Mortadel·lo i Filemó | Entre pista y despistes      | Ibáñez                             | 78                  | 1973            | Conté històries de 1 ó 2 pàgines | Olé Selecciones 10 Magos del Humor 16 Super Humor 4 |
| 84     | El botones Sacarino  | Cataclismos sin fin          | Ibáñez                             | 78                  | 1973            | Conté històries de 2, 4, 6 ó 8 pàgines | Magos del Humor 16 Super Humor 4                    |
| 85     | Pepe Gotera y Otilio | Ases de la chapuza           | Ibáñez                             | 78                  | 1973            | Conté històries de 2, 4, 6 ó 8 pàgines | Magos del Humor 16 Super Humor 4                    |
| 86     | Mortadel·lo i Filemó | Cada viñeta, un trompazo     | Ibáñez                             | 78                  | 1973            | Conté històries d' 1, 2, 4, 6 ó 8 pàgines | Olé Selecciones 11 Magos del Humor 17 Super Humor 5 |
| 87     | Mortadel·lo i Filemó | Cada día una trifulca        | Ibáñez                             | 78                  | 1973            | Inclou la història Chapeau el esmirriau (44 pàgines), primera historieta llarga de Mortadel·lo i Filemó inclosa a la col·lecció, completada per quatre històries de 8 pàgines i una de 2. Entre les històries de 8 s'hi troben els episodis 2 i 3 de La máquina del cambiazo, que tenia 42 pàgines en total. | Olé Selecciones 12 Magos del Humor 17 Super Humor 5 |
| 88     | Mortadel·lo i Filemó | Catástrofes catastróficas    | Ibáñez                             | 78                  | 1973            | Inclou la història La caja de diez cerrojos (44 pàgines), completada per quatre històries de 8 pàgines i una de 2. | Olé Selecciones 13 Magos del Humor 17 Super Humor 5 |
| 89     | Mortadel·lo i Filemó | La agencia de los desastres  | Ibáñez                             | 78                  | 1973            | Inclou la història ¡Magín el Mago! (44 pàgines), completada per quatre històries de 8 pàgines i una de 2. | Olé Selecciones 14 Magos del Humor 17 Super Humor 5 |
| 90     | Mortadel·lo i Filemó | Disparates a «gogó»          | Ibáñez                             | 78                  | 1973            | Inclou la història Los diamantes de la gran duquesa (44 pàgines) i altres històries. | Magos del Humor 17 Super Humor 5                    |
| 91     | Mortadel·lo i Filemó | Sorpresas a mansalva         | Ibáñez i apòcrifs (Martínez Osete) | 78                  | 1973            | Inclou historietes curtes que van canviar segons l'edició. | Magos del Humor 18 Super Humor 3                    |
| 92     | Mortadel·lo i Filemó | Festival de carcajadas       | Ibáñez i apòcrifs (Martínez Osete) | 78                  | 1973            | Inclou la història Operación: ¡Bomba! (44 pàgines), 3 històries de 8 pàgines i 5 històries de 2. | Magos del Humor 18 Super Humor 3                    |
| 93     | Mortadel·lo i Filemó | Risa todo el año             | Ibáñez i apòcrifs (Martínez Osete) | 78                  | 1973            | Inclou 20 de les 42 pàgines de la història La máquina del cambiazo, corresponents als episodis 4 a 8, completat per històries de 2 a 8 pàgines. | Magos del Humor 18 Super Humor 3                    |
| 94     | Mortadel·lo i Filemó | Olimpiada del humor          | Ibáñez i apòcrifs (Martínez Osete) | 78                  | 1974            | Inclou ¡Súper Mortadelo! (12 pàgines) i històries de 2 a 8 pàgines. | Magos del Humor 18 Super Humor 3                    |
| 95     | Mortadel·lo i Filemó | Jornadas moviditas           | Ibáñez i apòcrifs (Martínez Osete) | 78                  | 1974            | Inclou historietes amb extensió de 2 a 8 pàgines. | Magos del Humor 18 Super Humor 3                    |
| 96     | Mortadel·lo i Filemó | ¡Siempre al pie del cañón!   | Ibáñez i apòcrifs (Martínez Osete) | 78                  | 1974            | Inclou ¡A la caza del cuadro! (44 pàgines) i historietes amb extensió de 2 a 8 pàgines. | Magos del Humor 19 Super Humor 11                   |
| 97     | Mortadel·lo i Filemó | Mejores que James Bond       | Ibáñez i apòcrifs (Martínez Osete) | 78                  | 1974            | Inclou Gatolandia 76 (44 pàgines), inicialment anomenada En la olimpiada, i historietes amb extensió de 2 a 8 pàgines. | Magos del Humor 19 Super Humor 11                   |
| 98     | Mortadel·lo i Filemó | Vaya par de percebes         | Ibáñez i apòcrifs (Martínez Osete) | 78                  | 1974            | Inclou Los inventos del profesor Bacterio (44 pàgines) i historietes d'1 i 2 pàgines. | Magos del Humor 19 Super Humor 11                   |

El número 99 de la primera edició és el primer que incorpora la informació del director i data exacta. També apareixerà aquesta informació a les noves edicions de números anteriors. Al 1983 va tornar a indicar només l'any i posteriorment, el mateix any, indicaria mes i any.
Al 1975 comença a reduir-se el nombre de pàgines, el que afectarà també a les noves edicions dels números anteriors i les reedicions a la col·lecció Super Humor. Al 1980 queda establert el format de 62 pàgines que ja seria el definitiu. Tot i això continuarien havent canvis a les historietes incloses a les següents edicions.
El 1983 es van publicar cinc números per commemorar el 25è aniversari de Mortadel·lo i Filemó, i el 1984 cinc especials més dedicats a Escobar. En aquests s'incloïen articles presentant les historietes, l'evolució dels personatges o comentant diverses temàtiques.
| Número | Protagonista/es                                            | Subtítol                              | Autor | Pàgines (1a edició) | Data (1a edició)       | Direcció (1a edició)        | Notes (1a edició) | Recopilacions                                      |
| ------ | ---------------------------------------------------------- | ------------------------------------- | --- | ------------------- | ---------------------- | --------------------------- | --- | -------------------------------------------------- |
| 99     | Mortadel·lo i Filemó                                       | Mamporros a discreción                | Ibáñez i apòcrifs (Martínez Osete) | 78                  | 8 d'abril de 1974      | José Antonio Vidal Sales    | Inclou El elixir de la vida (44 pàgines) i historietes de 2, 4 ó 7 pàgines. | Magos del Humor 19 Super Humor 11                  |
| 100    | Mortadel·lo i Filemó                                       | Catarata de embrollos                 | Ibáñez i apòcrifs (Martínez Osete) | 78                  | 22 d'abril de 1974     | José Antonio Vidal Sales    | Inclou El antídoto (44 pàgines) i historietes d'1 a 8 pàgines. | Magos del Humor 19 Super Humor 11                  |
| 101    | Mortadel·lo i Filemó                                       | Coscorrón tras coscorrón              | Ibáñez i apòcrifs (Martínez Osete) | 78                  | 6 de maig de 1974      | José Antonio Vidal Sales    | Inclou Los invasores (44 pàgines) i historietes d'1 a 8 pàgines. Una de les històries "El troncho 90" és continuació d'un serial publicat a la sèrie Pulgarcito que no s'inclou en aquest número. | Magos del Humor 20 Super Humor 12                  |
| 102    | Mortadel·lo i Filemó                                       | Botando tras el botín                 | Ibáñez i apòcrifs (Antonio Bancells, Martínez Osete, Blas Sanchis, Jordi David Redó, Jaume Ribera)                                                               | 78                  | 1 de juliol de 1974    | José Antonio Vidal Sales    | Inclou El otro "yo" del profesor Bacterio (44 pàgines) i historietes de 2 a 8 pàgines. El preu original passa a 50 pesetes. | Magos del Humor 20 Super Humor 12                  |
| 103    | Mortadel·lo i Filemó                                       | Una pista que despista                | Ibáñez i apòcrifs | 78                  | 13 de juliol de 1974   | José Antonio Vidal Sales    | Inclou Los monstruos (44 pàgines) i historietes d'1 a 8 pàgines. | Magos del Humor 20 Super Humor 12                  |
| 104    | Mortadel·lo i Filemó                                       | De la «C.I.A.» a la «T.I.A.»          | Ibáñez i apòcrifs | 78                  | 16 de setembre de 1974 | José Antonio Vidal Sales    | Inclou Los cacharros majaretas (44 pàgines) i historietes de 2 a 8 pàgines. | Magos del Humor 20 Super Humor 12                  |
| 105    | Mortadel·lo i Filemó                                       | Un porrazo en cada esquina            | Ibáñez i apòcrifs | 78                  | octubre de 1974        | José Antonio Vidal Sales    | Inclou El circo (44 pàgines) i historietes de 2 a 8 pàgines. | Magos del Humor 20 Super Humor 12                  |
| 106    | Mortadel·lo i Filemó                                       | Siempre metidos en líos               | Ibáñez i apòcrifs | 78                  | 25 de novembre de 1974 | José Antonio Vidal Sales    | Inclou ¡A las armas! (44 pàgines) i historietes d'1 a 8 pàgines. | Magos del Humor 21 Super Humor 6                   |
| 107    | Mortadel·lo i Filemó                                       | No se gana para sustos                | Ibáñez i apòcrifs | 78                  | 1975                   |                             | Inclou El plano de Alí-Gusa-No (44 pàgines) i historietes de 2 a 8 pàgines. | Magos del Humor 21 Super Humor 16                  |
| 108    | Mortadel·lo i Filemó                                       | Agentes de relumbrón                  | Ibáñez i apòcrifs (Jordi David Redo, Antonio Bancells, Martínez Osete, María José Cano Romero)                                                                   | 78                  | 17 de febrer de 1975   | José Antonio Vidal Sales    | Inclou historietes de 2 a 8 pàgines. | Magos del Humor 21 Super Humor 16                  |
| 109    | Rompetechos, El botones Sacarino, Pepe Gotera y Otilio     | Combinado de risas                    | Ibáñez i apròcrifs | 78                  | 21 d'abril de 1975     | José Antonio Vidal Sales    | És el primer número amb diversos protagonistes, que apareixen de forma saltejada. Conté historietes amb extensió d'1 a 4 pàgines de Rompetechos (24 pàgines en total), de 2 a 4 les de Pepe Gotera y Otilio (22 pàgines) i de 2 a 8 les de Sacarino (32 pàgines). | Magos del Humor 21 Super Humor 16                  |
| 110    | Zipi i Zape                                                | Peor que la marabunta                 | Escobar | 78                  | 1975                   | José Antonio Vidal Sales    | Conté historietes 12 històries de 4 pàgines, 3 de 2 i 24 d'1. | Magos del Humor 21 Super Humor 16                  |
| 111    | Mortadel·lo i Filemó                                       | Investigación frustrada               | Ibáñez i apòcrifs (Martínez Osete, Jordi David Redo, Antonio Bancells, María José Cano Romero)                                                                   |                     | 3 de novembre de 1975  | Maria Glòria Biosca Alabart | Inclou Concurso oposición (44 pàgines) completat per historietes apòcrifes de 2 ó 4 pàgines. | Super Humor 13                                     |
| 112    | Mortadel·lo i Filemó                                       | Los bromazos del jefe                 | Ibáñez i apòcrifs (Casanyes, Martínez Osete) |                     | 3 de desembre de 1975  | Maria Glòria Biosca Alabart | Inclou Los mercenarios (44 pàgines) i histories curtes incloent les quatre primeres historietes apòcrifes dibuixades per Casanyes, amb guions aliens. | Super Humor 13                                     |
| 113    | Zipi i Zape                                                | Zancadillas a «gogó»                  | Escobar | 70                  | desembre de 1975       | Maria Glòria Biosca Alabart | Inclou historietes curtes d'1, 2 ó 4 pàgines. | Super Humor 13                                     |
| 114    | Zipi i Zape                                                | Travesuras hasta el tope              | Escobar | 70                  | 14 de gener de 1976    | Maria Glòria Biosca Alabart | Inclou 17 historietes 4 pàgines i 1 (la primera inclosa al còmic) de 2. | Super Humor 13                                     |
| 115    | Mortadel·lo i Filemó                                       | Reprimenda inmerecida                 | Ibáñez i apòcrifs (Martínez Osete, Antonio Bancells) | 70                  | 2 de febrer de 1976    | Maria Glòria Biosca Alabart | Inclou ¡Pánico en el zoo! (44 pàgines) completat per historietes de 2 a 8 pàgines. | Super Humor 13                                     |
| 116    | Mortadel·lo i Filemó                                       | Del servicio secreto                  | Ibáñez i apòcrifs | 70                  | 5 d'abril de 1976      | Maria Glòria Biosca Alabart | Inclou Objetivo: Eliminar al "Rana" (44 pàgines) completat per historietes de 2 a 6 pàgines. | Super Humor 14                                     |
| 117    | Mortadel·lo i Filemó                                       | Siempre en guardia                    | Apòcrifs | 70                  | 24 de maig de 1976     | Maria Glòria Biosca Alabart | Inclou historietes curtes fins a 8 pàgines. | Super Humor 14                                     |
| 118    | Zipi i Zape                                                | Brillantes exámenes                   | Escobar | 70                  | 16 de maig de 1976     | Maria Glòria Biosca Alabart | Inclou deu historietes de 4 pàgines, una de 6 i tres de 8. | Super Humor 14                                     |
| 119    | Mortadel·lo i Filemó                                       | Y sus casos tremebundos               | Apòcrifs | 70                  | 5 de juliol de 1976    | Anna Maria Palé Piferrer    | Inclou historietes de 2 a 8 pàgines. Fins al número 147 inclòs, el nom d'Anna Maria Palé apareix escrit amb una sola ene; el segon nom no canviarà ja que hi apareix abreviat (Ma.). |                                                    |
| 120    | Mortadel·lo i Filemó                                       | Vacaciones de perros                  | Apòcrifs | 70                  | 26 de juliol de 1976   | Anna Maria Palé Piferrer    | Inclou historietes curtes. | Super Humor 14                                     |
| 121    | Mortadel·lo i Filemó                                       | Solos ante el peligro                 | Ibáñez i apòcrifs | 70                  | 20 de setembre de 1976 | Anna Maria Palé Piferrer    | Inclou Misión de perros (44 pàgines). | Super Humor 15                                     |
| 122    | El botones Sacarino i Pepe Gotera y Otilio                 | Peripecias sin fin                    | Ibáñez | 70                  | 18 d'octubre de 1976   | Anna Maria Palé Piferrer    | Inclou historietes curtes de diferents èpoques. | Super Humor 15                                     |
| 123    | Zipi i Zape                                                | Travesuras en común                   | Escobar | 70                  | 15 de novembre de 1976 | Anna Maria Palé Piferrer    | Inclou 14 historietes de 4, 3 de 2 i 8 d'1. | Super Humor 15                                     |
| 124    | Mortadel·lo i Filemó                                       | Los agentes de la “TIA”               | Ibáñez i apòcrifs | 70                  | 20 de desembre de 1976 | Anna Maria Palé Piferrer    | Inclou Los secuestradores (44 pàgines). | Super Humor 15                                     |
| 125    | Zipi i Zape                                                | ¡Vaya par de angelitos!               | Escobar | 70                  | 17 de gener de 1977    | Anna Maria Palé Piferrer    | Inclou 14 historietes de 4 pàgines i 14 d'1. | Super Humor 15                                     |
| 126    | Mortadel·lo i Filemó                                       | ¡Qué vida tan tremenda!               | Ibáñez i apòcrifs | 70                  | 30 de maig de 1977     | Anna Maria Palé Piferrer    | Inclou La gallina de los huevos de oro (44 pàgines) i historietes de 2 a 8 pàgines. Passa a estar numerat a la contraportada enlloc d'al llom. | Super Humor 17                                     |
| 127    | Zipi i Zape                                                | Torbellinos en acción                 | Escobar | 70                  | 13 de juny de 1977     | Anna Maria Palé Piferrer    | Inclou 3 historietes de 4 pàgines, 14 de 2 i 30 d'1, en algun casos agrupades simulant continuïtat amb una altra historieta. | Super Humor 17                                     |
| 128    | Mortadel·lo i Filemó                                       | El caso del calcetín                  | Ibáñez i apòcrifs | 70                  | 20 de juny de 1977     | Anna Maria Palé Piferrer    | Inclou El caso del calcetín (44 pàgines). | Super Humor 17                                     |
| 129    | Zipi i Zape                                                | Un, dos, tres....travesuras otra vez  | Escobar | 70                  | 20 de juny de 1977     | Anna Maria Palé Piferrer    | Inclou 15 historietes de 4 pàgines i 10 d'1. | Super Humor 18                                     |
| 130    | Mortadel·lo i Filemó                                       | El brujo                              | Ibáñez i apòcrifs | 70                  | 4 de juliol de 1977    | Anna Maria Palé Piferrer    | Inclou El brujo (44 pàgines) i 13 historietes de 2 pàgines. | Super Humor 18                                     |
| 131    | Zipi i Zape                                                | Una pareja de alivio                  | Escobar | 70                  | 18 de juliol de 1977   | Anna Maria Palé Piferrer    | Inclou 17 historietes de 4 pàgines i 1 de 2. |                                                    |
| 132    | El botones Sacarino                                        | El terror de la oficina               | Ibáñez | 70                  | 25 de juliol de 1977   | Anna Maria Palé Piferrer    | Inclou historietes curtes. | Super Humor 19                                     |
| 133    | Zipi i Zape                                                | ¡Alarma! ¡Alarma! ¡Que vienen!        | Escobar | 70                  | 1 d'agost de 1977      | Anna Maria Palé Piferrer    | Inclou 17 historietes de 4 pàgines i 1 de 2. | Super Humor 19                                     |
| 134    | Mortadel·lo i Filemó                                       | ¡Vaya par de majaretas!               | Ibáñez i apòcrifs | 70                  | 6 d'agost de 1977      | Anna Maria Palé Piferrer    | Inclou historietes amb extensió de 2 a 8 pàgines. | Super Humor 19                                     |
| 135    | Zipi i Zape                                                | Siempre causando problemas            | Escobar | 70                  | 1977                   | Anna Maria Palé Piferrer    | Inclou 17 historietes de 4 pàgines i una de 2. | Super Humor 19                                     |
| 136    | Zipi i Zape                                                | Se acabó la tranquilidad              | Escobar | 70                  | 1977                   |                             | Inclou 17 historietes de 4 pàgines i una de 2. | Super Humor 18                                     |
| 137    | Zipi i Zape                                                | De lío en lío                         | Escobar | 70                  | 1977                   | Anna Maria Palé Piferrer    | Inclou 17 historietes de 4 pàgines i una de 2. | Super Humor 20                                     |
| 138    | Mortadel·lo i Filemó                                       | Huracán de carcajadas                 | Ibáñez i apòcrifs | 70                  | 3 d'octubre de 1977    | Anna Maria Palé Piferrer    | Inclou historietes amb extensió de 2 a 8 pàgines. | Super Humor 20                                     |
| 139    | Mortadel·lo i Filemó                                       | ¡Al rico disparate!                   | Ibáñez i apòcrifs | 70                  | 17 d'octubre de 1977   | Anna Maria Palé Piferrer    | Inclou El sulfato atómico (46 pàgines) i historietes de 2 ó 4 pàgines. | Super Humor 20                                     |
| 140    | Mortadel·lo i Filemó                                       | Trastadas a mansalva                  | Ibáñez i apòcrifs | 70                  | 31 d'octubre de 1977   | Anna Maria Palé Piferrer    | Inclou Safari callejero (44 pàgines). | Super Humor 20                                     |
| 141    | Mortadel·lo i Filemó                                       | ¡Soborno!                             | Ibáñez i apòcrifs | 70                  | 1977                   |                             | Inclou ¡Soborno! (44 pàgines) i historietes de 2 a 8 pàgines. | Super Humor 20                                     |
| 142    | Mortadel·lo i Filemó                                       | Cada día más locuelos                 | Ibáñez i apòcrifs | 70                  | 26 de novembre de 1977 | Anna Maria Palé Piferrer    | Inclou Valor y... ¡al toro! (44 pàgines) i historietes de 2 ó 4 pàgines. | Super Humor 21                                     |
| 143    | Mortadel·lo i Filemó                                       | Investigando, a la chita callando     | Ibáñez i apròcrifs | 70                  | 12 de desembre de 1977 | Anna Maria Palé Piferrer    | Inclou El caso del bacalao i historietes de 2 i 4 pàgines, incluent dues apòcrifes escrites i dibuixades per Casanyes | Super Humor 21                                     |
| 144    | Mortadel·lo i Filemó                                       | Misiones turulatas                    | Ibáñez i apòcrifs | 70                  | 26 de desembre de 1977 | Anna Maria Palé Piferrer    | Inclou la meitat del serial "La caza del caco" (de 88 pàgines de les que s'inclouen 44 amb un salt en la numeració: 1A-17D i 22A-26D) i historietes de 2 ó 4 pàgines. | Super Humor 21                                     |
| 145    | Mortadel·lo i Filemó                                       | Los guardaespaldas                    | Ibáñez i apòcrifs | 70                  | 9 de gener de 1978     | Anna Maria Palé Piferrer    | Inclou Los guardaespaldas i historietes de 2 a 8 pàgines. | Super Humor 21                                     |
| 146    | Mortadel·lo i Filemó                                       | Vaya par de chiflados...!             | Ibáñez i apòcrifs | 70                  | 6 de febrer de 1978    | Anna Maria Palé Piferrer    | Inclou historietes de 2 ó 4 pàgines. | Super Humor 21                                     |
| 147    | Mortadel·lo i Filemó                                       | Los insobornables                     | Apòcrifs | 70                  | 13 de febrer de 1978   | Anna Maria Palé Piferrer    | Inclou historietes de 2 a 8 pàgines. | Super Humor 22                                     |
| 148    | Mortadel·lo i Filemó i Deliranta Rococó                    | Misión alucinante                     | Martz-Schmidt i apòcrifs de Mortadel·lo i Filemó | 70                  | 6 de març de 1978      | Anna Maria Palé Piferrer    | Inclou historietes de 2 ó 4 pàgines. Les de Deliranta Rococó són 5 historietes de 2 pàgines. En aquest número va ser el primer en que, a la seva primera edició, hi va aparèixer el nom de la directora escrit amb dues enes. | Super Humor 22                                     |
| 149    | Mortadel·lo i Filemó                                       | Un Mundial 78 que sale bastante pocho | Ibáñez i apòcrifs | 70                  | 13 de març de 1978     | Anna Maria Palé Piferrer    | Inclou Mundial 78 i historietes apòcrifes. | Super Humor 22                                     |
| 150    | Mortadel·lo i Filemó i Sir Tim O'Theo                      | Despiste inoportuno                   | Raf i apòcrifs de Mortadel·lo i Filemó; Raf | 70                  | 3 d'abril de 1978      | Anna Maria Palé Piferrer    | Conté historietes de 2 a 6 pàgines, incloent tres historietes de Sir Tim O'Theo (10 pàgines). | Super Humor 22                                     |
| 151    | Mortadel·lo i Filemó i La Panda                            | Un disparate tras otro                | Ibáñez i apòcrifs de Mortadel·lo i Filemó; Segura | 70                  | 10 d'abril de 1978     | Anna Maria Palé Piferrer    | Conté historietes de 2 a 6 pàgines, incloent tres historietes de La Panda (10 pàgines). | Super Humor 22                                     |
| 152    | Mortadel·lo i Filemó i El botones Sacarino                 | Explosiones explosivas                | Ibáñez i apòcrifs | 70                  | 1978                   | Anna Maria Palé Piferrer    | Inclou Los gamberros (44 pàgines) completat per una història de 6 pàgines, una de 4 i la resta de 2, entre les que hi cinc de Sacarino. | Super Humor 23                                     |
| 153    | Mortadel·lo i Filemó i El profesor Tragacanto              | Locuras a porrillo                    | Ibáñez i apòcrifs de Mortadel·lo i Filemó; Martz-Schmidt | 70                  | 26 de maig de 1978     | Anna Maria Palé Piferrer    | Inclou Contra el gang del Chicharrón (44 pàgines), i altres historietes. Inclou 10 pàgines de Tragacanto (2 historietes de 4 pàgines i 2 d'1). | Super Humor 23                                     |
| 154    | Mortadel·lo i Filemó i Anacleto                            | Misión cumplida                       | Ibáñez i històries apócrifes de Mortadel·lo i Filemó; Vázquez | 70                  | 29 de maig de 1978     | Anna Maria Palé Piferrer    | Inclou historietes de 2 a 4 pàgines de Mortadel·lo i Filemó i dues de 5 pàgines d'Anacleto. | Super Humor 23                                     |
| 155    | Mortadel·lo i Filemó i Pepe Gotera y Otilio                | Locuras por doquier                   | Ibáñez i apócrifs | 70                  | juny de 1978           | Anna Maria Palé Piferrer    | Inclou historietes de 4 a 8 pàgines de Mortadel·lo i cinc historietes de 2 pàgines de Pepe Gotera y Otilio. | Super Humor 23                                     |
| 156    | Zipi i Zape                                                | Dos pillastres de abrigo              | Escobar | 70                  | 29 de juny de 1978     | Anna Maria Palé Piferrer    | Inclou historietes de 2 a 6 pàgines. | Super Humor 23                                     |
| 157    | Zipi i Zape                                                | Peores que un terremoto               | Escobar | 70                  | 5 de juny de 1978      | Anna Maria Palé Piferrer    | Inclou Guerra al hampa (44 pàgines) i 13 historietes de 2 pàgines. | Super Humor 24                                     |
| 158    | Zipi i Zape i Carpanta                                     | Pesadillas gemelas                    | Escobar | 70                  | 21 d'agost de 1978     | Anna Maria Palé Piferrer    | Inclou 2 historietes de 8 pàgines, 2 de 4 i 14 de 2 de Zipi i Zape i tres de 6 pàgines de Carpanta. | Super Humor 24                                     |
| 159    | Zipi i Zape i Carpanta                                     | Carrusel de trastadas                 | Escobar | 70                  | 1978                   | Anna Maria Palé Piferrer    | Inclou 2 historietes de 8 pàgines, 4 de 4 i 10 de 2 de Zipi i Zape i tres de 6 pàgines de Carpanta. | Super Humor 24                                     |
| 160    | Mortadel·lo i Filemó i El botones Sacarino                 | Contrabando a trompazos               | Ibáñez i apòcrifs | 70                  | 18 de setembre de 1978 | Anna Maria Palé Piferrer    | Inclou ¡Contrabando! (44 pàgines) i 6 historietes de 4 pàgines i 1 de 2 de El botones Sacarino. | Super Humor 24                                     |
| 161    | Mortadel·lo i Filemó i El botones Sacarino                 | Burradas en cantidubi                 | Apòcrifs | 70                  | 25 de setembre de 1978 | Anna Maria Palé Piferrer    | Inclou historietes curtes. | Super Humor 24                                     |
| 162    | Mortadel·lo i Filemó i Pepe Gotera y Otilio                | Dos besugos de aupa                   | Ibáñez i apòcrifs | 70                  | 16 d'octubre de 1978   | Anna Maria Palé Piferrer    | Inclou historietes curtes. | Super Humor 25                                     |
| 163    | Mortadel·lo i Filemó                                       | Los reyes de la martingala            | Apòcrifs | 70                  | 16 d'octubre de 1978   | Anna Maria Palé Piferrer    | Inclou historietes curtes. | Super Humor 25                                     |
| 164    | Mortadel·lo i Filemó i El botones Sacarino                 | -                                     | Ibáñez i apòcrifs | 70                  | 6 de novembre de 1978  | Anna Maria Palé Piferrer    | Inclou quatre historietes de 4 pàgines, una de 6 i nou de 2 de Mortadel·lo i Filemó i cinc de 4 i cinc de 2 d'El botones Sacarino. Enlloc de títol a la portada indica "con El botones Sacarino", que serà com s'indicarà a partir d'ara que inclou historietes de diferents personatges. A partir del nº170 el títol es desplaçarà a la part inferior de la portada. | Super Humor 25                                     |
| 165    | Mortadel·lo i Filemó i El botones Sacarino                 | -                                     | Apòcrifs | 70                  | 20 de novembre de 1978 | Anna Maria Palé Piferrer    | Inclou historietes curtes. | Super Humor 25                                     |
| 166    | Mortadel·lo i Filemó, El botones Sacarino i Sir Tim O'Theo | -                                     | Ibáñez, Raf i apòcrifs de Mortadel·lo i Filemó | 70                  | 4 de desembre de 1978  | Anna Maria Palé Piferrer    | Inclou historietes curtes. | Super Humor 25                                     |
| 167    | Mortadel·lo i Filemó, El botones Sacarino i Sir Tim O'Theo | -                                     | Ibáñez, Raf i apòcrifs de Mortadel·lo i Filemó | 70                  | 18 de desembre de 1978 | Anna Maria Palé Piferrer    | Inclou historietes curtes. Torna a aparèixer el títol que havia desaparegut a partir del nº164, a partir d'ara en un cercle amb punxes a la part inferior de la portada. | Super Humor 26                                     |
| 168    | Zipi i Zape, Carpanta i La Panda                           | -                                     | Escobar | 78                  | 1 de gener de 1979     | Anna Maria Palé Piferrer    | Inclou una historieta de 4 pàgines, 13 de 2 i 6 d'1 de Zipi i Zape, 1 de 6, 2 de 4, 4 de 2 i 8 d'1 de Carpanta i 2 de 6 de La Panda. | Super Humor 26                                     |
| 169    | Zipi i Zape, Carpanta i La Panda                           | -                                     | Escobar i Segura | 76                  | 19 de gener de 1979    | Anna Maria Palé Piferrer    | Inclou una historieta de 4 pàgines, 13 de 2 i 6 d'1 de Zipi i Zape, 1 de 6, 1 de 5, 1 de 4, 6 de 2 i 5 d'1 de Carpanta i 1 de 6 i 1 de 2 de La Panda. Algunes històries estan unides simulant continuïtat. | Super Humor 26                                     |
| 170    | Mortadel·lo i Filemó, El botones Sacarino i Sir Tim O'Theo | ¡Zarabanda de porrazos!               | Ibáñez, apòcrifs, Raf | 70                  | 12 de febrer de 1979   | Anna Maria Palé Piferrer    | Inclou La máquina de copiar gente (44 pàgines) i historietes de 4 pàgines de El botones Sacarino (20 pàgines) i Sir Tim O'Theo (8). El preu de la primera edició passava de 60 a 75 pesetes. | Super Humor 26                                     |
| 171    | Mortadel·lo i Filemó, El botones Sacarino i Sir Tim O'Theo | ¡Siempre fisgando!                    | Ibáñez, apòcrifs, Raf | 70                  | 19 de febrer de 1979   | Anna Maria Palé Piferrer    | Inclou historietes curtes, incloent 24 pàgines de El botones Sacarino i 12 de Sir Tim O'Theo. | Super Humor 26                                     |
| 172    | Zipi i Zape, Petra i La Panda                              | Dos ciclones sin remedio              | Escobar i Segura | 76                  | 12 de març de 1979     | Anna Maria Palé Piferrer    | Inclou El secuestro (16 pàgines), cinc historietes de 4 pàgines (tres d'elles fragments d'historietes llargues) i 4 de 2 pàgines de Zipi i Zape, 4 històries de 2 pàgines i 16 d'1 de Petra i 1 de 5, 2 de 2 i 1 d'1 de La Panda. A partir de la tercera edició (de desembre de 1983) es va substituir de la portada el nom de Carpanta pel de La Panda. | Super Humor 27                                     |
| 173    | Zipi i Zape, Petra i La Panda                              | El túnel del tiempo                   | Escobar, Andreu Martin i Segura | 70                  | 1979                   | Anna Maria Palé Piferrer    | Inclou El túnel del tiempo (44 pàgines), 2 històries de 2 pàgines i 17 d'1 de Petra i 1 de 5, 2 de 2 i 1 d'1 de La Panda. A partir de la tercera edició es va substituir de la portada el nom de Carpanta pel de La Panda. | Super Humor 27                                     |
| 174    | Mortadel·lo i Filemó, El botones Sacarino i Sir Tim O’Theo | Investigación azarosa                 | Raf i equip, apòcrifs | 70                  | 3 d'abril de 1979      | Anna Maria Palé Piferrer    | Inclou historietes curtes. A les historietes curtes apareixen els noms d'alguns guionistes, però no dels dibuixants. | Super Humor 27                                     |
| 175    | Mortadel·lo i Filemó, El botones Sacarino i Sir Tim O’Theo | Moscones a reacción                   | Raf i apòcrifs | 70                  | 26 d'abril de 1979     | Anna Maria Palé Piferrer    | Inclou historietes curtes, de 2 a 4 pàgines de Mortadel·lo i Filemó, El botones Sacarino i una de 2 i una altra de 8 (Romanticismo primaveral) de Sir Tim O’Theo. A les historietes curtes apareixen els noms d'alguns guionistes, però no dels dibuixants. | Super Humor 27                                     |
| 176    | Zipi i Zape, Cinco amiguetes i La Panda                    | Viaje accidentado                     | Escobar, Jaume Rovira, Segura | 74                  | 21 de maig de 1979     | Anna Maria Palé Piferrer    | Inclou La vuelta al mundo (44 pàgines), la historieta "Salvar la naturaleza" (12 pàgines) de Cinco amiguetes i cinc historietes més del grup de dues pàgines cadascuna; una historieta de 6 pàgines de La Panda i una altra de dues pàgines. | Super Humor 27                                     |
| 177    | Zipi i Zape, Cinco amiguetes i La Panda                    | Dos fierecillas de aúpa               | Escobar, Jaume Rovira, Segura | 70                  | 1979                   |                             | Inclou quatre historietes 6 pàgines i tres de 4 de Zipi i Zape, la historieta "La cueva misteriosa" (10 pàgines), sis històres de 2 pàgines de Cinco amiguetes, una historieta de 6 pàgines, una de 5 i una d'1 de La Panda. | Super Humor 28                                     |
| 178    | Mortadel·lo i Filemó, El botones Sacarino i Sir Tim O’Theo | “Los bomberos”                        | Ibáñez; apòcrifs de El botones Sacarino; Raf | 70                  | 19 de maig de 1979     | Anna Maria Palé Piferrer    | Inclou “Los "bomberos"” (44 pàgines), tres historietes de El botones Sacarino de 8, 4 i 2 pàgines i dues de Sir Tim O’Theo, de 6 pàgines cadascuna. | Super Humor 28                                     |
| 179    | Mortadel·lo i Filemó, El botones Sacarino i Sir Tim O’Theo | Una torta en cada esquina             | Raf i apòcrifs | 70                  | 2 de juliol de 1979    | Anna Maria Palé Piferrer    | Inclou historietes curtes. A les historietes curtes apareixen els noms d'alguns guionistes, però no dels dibuixants. | Super Humor 28                                     |
| 180    | Zipi i Zape, Cinco amiguetes i La Panda                    | Mami, vamos a ser buenos              | Escobar, Jaume Rovira, Segura | 70                  | 1979                   |                             | Inclou una historieta de 8 pàgines, 4 de 6 i 2 de 4 de Zipi i Zape, la història El abominable hombre de las nieves (12 pàgines), una història de 4 pàgines i 4 de 2 de Cinco Amiguetes i una història de 6 pàgines i una altra de 4 de La Panda. | Super Humor 28                                     |
| 181    | Zipi i Zape, Cinco amiguetes i La Panda                    | Gamberretes cien por cien             | Escobar, Jaume Rovira, Segura | 70                  | 20 d'agost de 1979     | Anna Maria Palé Piferrer    | Inclou 36 pàgines de Zipi i Zape (una historieta de 8 pàgines, una de 6, cinc de 4, i una de 2), 24 de Cinco Amiguetes (una historieta de 14 pàgines, La gruta del lago verde, una de 4 i 3 de 2) i 10 de La Panda (tres historietes d'1, 2 i 7 pàgines). A la segona edició es van eliminar vuit pàgines de Cinco Amiguetes, incloent la historieta de 4 pàgines. | Super Humor 28                                     |
| 182    | Mortadel·lo i Filemó, El botones Sacarino i Sir Tim O’Theo | “El transformador metabólico”         | Ibáñez, apòcrifs; Raf | 70                  | 1 de setembre de 1979  | Anna Maria Palé Piferrer    | Inclou El transformador metabólico i historietes curtes. | Super Humor 29                                     |
| 183    | Mortadel·lo i Filemó, El botones Sacarino i Sir Tim O’Theo | “Plan infalible”                      | Raf; apòcrifs | 70                  | 17 de setembre de 1979 | Anna Maria Palé Piferrer    | Inclou historietes curtes. | Super Humor 29                                     |
| 184    | Zipi i Zape, Cinco amiguetes i La Panda                    | Aluvión de diabluras                  | Escobar, Jaume Rovira, Segura | 70                  | 1 d'octubre de 1979    | Anna Maria Palé Piferrer    | Inclou vuit historietes de 4 pàgines i una de 2 de Zipi i Zape, 12 de 2 de Cinco amiguetes i una d'1, 2 de 2 i una de 5 de La Panda. A la segona i tercera edició no es van incloure dues historietes de 2 pàgines de Cinco amiguetes i dues també de dues pàgines de La Panda. | Super Humor 29                                     |
| 185    | Zipi i Zape, Cinco amiguetes i La Panda                    | Zafarrancho de trastadas              | Escobar, Jaume Rovira, Segura | 70                  | 15 d'octubre de 1979   | Anna Maria Palé Piferrer    | Inclou 3 historietes de 6 pàgines i 5 de 4 de Zipi i Zape, 11 de 2 de Cinco amiguetes i una de 5, una de 4 i una d'1 de La Panda. A la segona edició es van eliminar quatre historietes de 2 pàgines de Cinco amiguetes. | Super Humor 29                                     |
| 186    | Mortadel·lo i Filemó, El botones Sacarino i Sir Tim O’Theo | Maratón de carcajadas                 | Raf i equip, Ron Clark, apòcrifs | 70                  | 29 d'octubre de 1979   | Anna Maria Palé Piferrer    | Inclou historietes curtes de 4 i 2 pàgines les de Mortadel·lo i Filemó (36 pàgines) i El botones Sacarino (24) i una de 6 i una de 4 de Sir Tim O’Theo. | Super Humor 29                                     |
| 187    | Mortadel·lo i Filemó, El botones Sacarino i Sir Tim O’Theo | Esto ya es “demasié”...               | Raf, apòcrifs | 70                  | 12 de novembre de 1979 | Anna Maria Palé Piferrer    | Inclou historietes curtes. | Super Humor 30                                     |
| 188    | Mortadel·lo i Filemó i El botones Sacarino                 | Dos locuelos de atar                  | Ibáñez, apòcrifs | 70                  | 28 de gener de 1980    | Anna Maria Palé Piferrer    | Inclou ¡A por el niño! (44 pàgines) i historietes curtes de 4 i 6 pàgines de Mortadel·lo i Filemó (14 pàgines) i El botones Sacarino (12). | Super Humor 30                                     |
| 189    | Zipi i Zape i Carpanta                                     | Se acabaron las travesuras            | Escobar | 70                  | 12 de febrer de 1980   | Anna Maria Palé Piferrer    | Inclou 5 historietes de 6 pàgines i 7 de 4 de Zipi i Zape i dos de 6 pàgines de Carpanta. A la segona i tercera edició es van eliminar dues historietes de 4 pàgines de Zipi i Zape. | Super Humor 30                                     |
| 190    | Zipi i Zape i Carpanta                                     | Dos picarones de aúpa                 | Escobar | 70                  | 1980                   |                             | Inclou una historieta de 8 pàgines (només a la primera edició), cinc de 6 i quatre de 4 de Zipi i Zape i dues historietes de 4 pàgines de Carpanta. | Super Humor 30                                     |
| 191    | Mortadel·lo i Filemó i Rompetechos                         | Pilotos a la fuerza                   | Ibáñez, apòcrifs | 70                  | 10 de març de 1980     | Anna Maria Palé Piferrer    | Inclou Secuestro aéreo (44 pàgines), historietes curtes de 4 pàgines de Mortadel·lo i Filemó (12 pàgines) i historietes de 8 i 6 pàgines de Rompetechos. | Super Humor 30                                     |
| 192    | Mortadel·lo i Filemó i Rompetechos                         | ¡Cuidado con la T.I.A.!               | Ibáñez, apòcrifs | 70                  | 24 de març de 1980     | Anna Maria Palé Piferrer    | Inclou La gente de Vicente (44 pàgines), historietes curtes de 2, 4 i 6 pàgines de Mortadel·lo i Filemó (16 pàgines) i 2 i 4 de Rompetechos (10). | Super Humor 31                                     |
| 193    | Mortadel·lo i Filemó i El botones Sacarino                 | Los ángeles del “Super”               | Ibáñez, apòcrifs | 70                  | 14 d'abril de 1980     | Anna Maria Palé Piferrer    | Inclou historietes curtes de 2, 4, 6 ó 8 pàgines de Mortadel·lo i Filemó i dues historietes de 4 pàgines de El botones Sacarino. | Super Humor 31                                     |
| 194    | Mortadel·lo i Filemó i El botones Sacarino                 | A mamporro diario                     | Ibáñez i apòcrifs | 70                  | 28 d'abril de 1980     | Anna Maria Palé Piferrer    | Inclou historietes curtes de diferents èpoques de 2, 4, 6 i 8 pàgines de Mortadel·lo i Filemó i tres historietes de 4 pàgines de El botones Sacarino. | Super Humor 31                                     |
| 195    | Mortadel·lo i Filemó i Plurilópez                          | Olimpiada 1980                        | Ibáñez, Tran, apòcrifs de Mortadel·lo i Filemó | 66                  | 12 de maig de 1980     | Anna Maria Palé Piferrer    | Inclou Olimpiada 1980 i historietes curtes. | Super Humor 31                                     |
| 196    | Zipi i Zape i Carpanta                                     | Dos batidos de dinamita               | Escobar | 62                  | 26 de juny de 1980     | Anna Maria Palé Piferrer    | Inclou tres historietes de 6 pàgines, nou de 4 i una de 2 de Zipi i Zape i una de 6 pàgines de Carpanta. | Super Humor 31                                     |
| 197    | Zipi i Zape i Carpanta                                     | Mellizos de armas tomar               | Escobar | 62                  | 1980                   |                             | Inclou dos historietes de 6 pàgines, dos de 5 i nou de 4 de Zipi i Zape i una de 4 pàgines de Carpanta. La segona i tercera edició conté les mateixes historietes, però la de Carpanta canviava de títol respecte de la primera edició. | Super Humor 32                                     |
| 198    | Mortadel·lo i Filemó i Plurilópez                          | Atacando al objetivo                  | Apòcrifs | 66                  | 23 de juny de 1980     | Anna Maria Palé Piferrer    | Conté historietes curtes. | Super Humor 32                                     |
| 199    | Mortadel·lo i Filemó                                       | Persiguiendo al caco                  | Apòcrifs | 66                  | 28 de juliol de 1980   | Anna Maria Palé Piferrer    | Conté historietes curtes. | Super Humor 32                                     |
| 200    | Zipi i Zape i Carpanta                                     | Dos pequeños de cuidado               | Escobar | 70                  | 22 de setembre de 1980 | Anna Maria Palé Piferrer    | Conté una historieta de 6 pàgines, cinc de 5 i cinc de 4 de Zipi i Zape (51 pàgines) i dos de 5, una de 6 i tres d'1 de Carpanta (19 pàgines). El preu de la primera edició va passar de 80 a 90 pesetes. A la segona i tercera edició es van eliminar la historieta de 6 pàgines de Carpanta i dues d'1. | Super Humor 32                                     |
| 201    | Zipi i Zape i Capanta                                      | Granujillas incorregibles             | Escobar | 70                  | 29 de setembre de 1980 | Anna Maria Palé Piferrer    | Conté 7 historietes de 4 pàgines, 2 de 5 i 2 de 4 de Zipi i Zape (50 pàgines en total) i 5 de 1 i 3 de 5 de Carpanta (20 pàgines). A les historietes d'1 pàgina es va ometre el títol que tenia a la seva publicació original. A la segona i tercera edició es van suprimir 8 pàgines de Carpanta corresponents a quatre historietes. | Super Humor 32                                     |
| 202    | Mortadel·lo i Filemó i El botones Sacarino                 | Siguiendo la pista                    | Apòcrifs | 70                  | 6 d'octubre de 1980    | Anna Maria Palé Piferrer    | | Super Humor 33                                     |
| 203    | Mortadel·lo i Filemó i El botones Sacarino                 | Sin novedad en la T.I.A.              | Apòcrifs | 70                  | 13 d'octubre de 1980   | Anna Maria Palé Piferrer    | Conté historietes de 2, 4 ó 6 pàgines de Mortadel·lo i Filemó (62 pàgines) i de 2 i 4 de El botones Sacarino (8 pàgines). A la segona edició (de 1983) es van suprimir les historietes de Sacarino, amb la conseqüent modificació de la portada, on s'hi havia anunciat la seva inclusió. | Super Humor 33                                     |
| 204    | Mortadel·lo i Filemó i El botones Sacarino                 | Obedeciendo al “Super”                | Apòcrifs | 70                  | 20 d'octubre de 1980   | Anna Maria Palé Piferrer    | Conté historietes curtes de 2, 4 ó 6 pàgines de Mortadel·lo i Filemó (62 pàgines) i de 4 de El botones Sacarino (8 pàgines). A la segona edició (de 1983) es van suprimir les historietes de Sacarino, amb la conseqüent modificació de la portada, on s'hi havia anunciat la seva inclusió. | Super Humor 33                                     |
| 205    | Mortadel·lo i Filemó i El botones Sacarino                 | No fallan una                         | Ibáñez i apòcrifs | 70                  | 27 d'octubre de 1980   | Anna Maria Palé Piferrer    | Inclou Kilociclos asesinos (44 pàgines) i altres historietes curtes de 2 i 4 pàgines de Mortadel·lo i Filemó (18) i de 4 de El botones Sacarino (8). A la segona edició (de 1983) es van suprimir les historietes de Sacarino, amb la conseqüent modificació de la portada, on s'hi havia anunciat la seva inclusió. | Super Humor 33                                     |
| 206    | Mortadel·lo i Filemó i Rompetechos                         | Agentes de “altos vuelos”             | Apòcrifs | 70                  | 10 de novembre de 1980 | Anna Maria Palé Piferrer    | Inclou historietes curtes. | Super Humor 33                                     |
| 207    | Mortadel·lo i Filemó i Rompetechos                         | Operación en marcha                   | Apòcrifs | 70                  | 24 de novembre de 1980 | Anna Maria Palé Piferrer    | Inclou historietes curtes. | Super Humor 34                                     |
| 208    | Mortadel·lo i Filemó i El botones Sacarino                 | Siempre en vilo                       | Ibáñez i apòcrifs | 62                  | 8 de desembre de 1980  | Anna Maria Palé Piferrer    | Inclou Ladrones de coches (44 pàgines) i sis historietes apòcrifes de dues pàgines de Mortadel·lo i Filemó i una historieta de sis pàgines de El botones Sacarino. Es canvia la contraportada apareixent Mortadel·lo amb la seva disfressa d'indi americà, el revers de les portades dibuixats per Ibáñez i el duo protagonista presentant i despedint el còmic en moto. Es redueix el número de pàgines a 62. | Super Humor 34                                     |
| 209    | Mortadel·lo i Filemó i El botones Sacarino                 | Quimérica misión                      | Apòcrifs | 62                  | 22 de desembre de 1980 | Anna Maria Palé Piferrer    | Inclou historietes de 2, 4 ó 6 pàgines de Mortadel·lo i Filemó (56 pàgines en total) i dues de 2 i 4 de El botones Sacarino. | Super Humor 34                                     |
| 210    | Zipi i Zape i Carpanta                                     | Dos diablillos de aúpa                | Escobar | 62                  | 12 de gener de 1981    | Anna Maria Palé Piferrer    | Inclou dues historietes de 6 pàgines, 4 de 5 i 6 de 4 de Zipi i Zape i una de 6 pàgines de Carpanta. | Super Humor 34                                     |
| 211    | Zipi i Zape i Carpanta                                     | Pillastres sin tregua                 | Escobar | 62                  | 26 de gener de 1981    | Anna Maria Palé Piferrer    | Inclou La comedia (12 pàgines) i 6 historietes de 5 pàgines, 3 de 4 i 1 de 2 de Zipi i Zape (56 pàgines en total) i una de 6 de Carpanta. | Super Humor 34                                     |
| 212    | Mortadel·lo i Filemó                                       | No ganan para pupas                   | Apòcrifs | 62                  | 9 de febrer de 1981    | Anna Maria Palé Piferrer    | Inclou historietes de 8, 6 ó 2 pàgines. | Super Humor 35                                     |
| 213    | Mortadel·lo i Filemó                                       | ¡Valientes batracios!                 | Ibáñez i apòcrifs | 62                  | 23 de febrer de 1981   | Anna Maria Palé Piferrer    | Inclou historietes de 6, 4 ó 2 pàgines. | Super Humor 35                                     |
| 214    | Mortadel·lo i Filemó                                       | Dos detectives explosivos             | Ibáñez i apòcrifs | 62                  | 13 d'abril de 1981     | Anna Maria Palé Piferrer    | Inclou Lo que el viento se dejó (44 pàgines), Navidades negras (8 pàgines) i cinc historietes de 2 pàgines. | Super Humor 35                                     |
| 215    | Mortadel·lo i Filemó                                       | Novedades en la T.I.A.                | Apòcrifs | 62                  | 27 d'abril de 1981     | Anna Maria Palé Piferrer    | Inclou historietes de 2, 4 ó 6 pàgines. | Super Humor 35                                     |
| 216    | Mortadel·lo i Filemó                                       | Pronósticos contundentes              | Apòcrifs | 62                  | 11 de maig de 1981     | Anna Maria Palé Piferrer    | Inclou historietes de 2, 4 ó 6 pàgines. El gag de la portada conté una errata en la que Filemó anomena Filemón a Mortadel·lo. | Super Humor 35                                     |
| 217    | Mortadel·lo i Filemó                                       | Un planchazo tras otro                | Apòcrifs | 62                  | 25 de maig de 1981     | Anna Maria Palé Piferrer    | Inclou historietes de 2, 4 ó 6 pàgines. | Super Humor 36                                     |
| 218    | Mortadel·lo i Filemó i Rompetechos                         | Misiones de altura                    | Apòcrifs | 62                  | 8 de juny de 1981      | Anna Maria Palé Piferrer    | Inclou 9 historietes de 6 pàgines de Mortadel·lo i Filemó i 3 de 4 i 2 de Rompetechos (8 en total). El preu va passar de 90 a 100 pessetes. | Super Humor 36                                     |
| 219    | Mortadel·lo i Filemó i Rompetechos                         | Cuarenta y cinco desatinos por minuto | Apòcrifs | 62                  | 22 de juny de 1981     | Anna Maria Palé Piferrer    | Inclou La brigada bichera (44 pàgines), l'apòcrifa El anónimo (8 pàgines) i una historieta de 4 i tres de 2 pàgines de Rompetechos. | Super Humor 36                                     |
| 220    | Zipi i Zape i Carpanta                                     | Dos pilletes redomados                | Escobar | 62                  | 26 de juny de 1981     | Anna Maria Palé Piferrer    | Inclou tres historietes de 10 pàgines (Las entrevistas, El mago Pupa i Émulos del inspector Dan) i tres historietes de 5 pàgines i 1 de 6 de Zipi i Zape i una historieta de 5 i una altra de 6 de Carpanta. | Super Humor 36                                     |
| 221    | Zipi i Zape i Carpanta                                     | Peor que dos vendavales               | Escobar | 62                  | 13 de juliol de 1981   |                             | Inclou una historieta d'11 pàgines (Una tarde conflictiva), sis historietes de 4 pàgines, 2 de 5 i 1 de 6 de Zipi i Zape i una historieta de 5 i una altra de 6 de Carpanta. | Super Humor 36                                     |
| 222    | Mortadel·lo i Filemó i El botones Sacarino                 | Dos sabuesos en apuros                | Apòcrifs | 62                  | 27 de juliol de 1981   | Anna Maria Palé Piferrer    | Inclou una historieta de 2 pàgines, cinc de 4 i cinc de 6 de Mortadel·lo i Filemó i tres de 2 i una de 4 de El botones Sacarino. | Super Humor 37                                     |
| 223    | Mortadel·lo i Filemó i El botones Sacarino                 | Sorpresa tras sorpresa                | Apòcrifs | 62                  | 10 d'agost de 1981     | Anna Maria Palé Piferrer    | Inclou una historieta de 2 pàgines, cinc de 4 i cinc de 6 de Mortadel·lo i Filemó i una de 2 i dos de 4 de El botones Sacarino. | Super Humor 37                                     |
| 224    | Mortadel·lo i Filemó i Pepe Gotera y Otilio                | Pistas pasadas por agua               | Apòcrifs | 62                  | 17 d'agost de 1981     | Anna Maria Palé Piferrer    | Inclou historietes curtes. | Super Humor 37                                     |
| 225    | Mortadel·lo i Filemó i Pepe Gotera y Otilio                | Agentes de tomo y lomo                | Apòcrifs | 62                  | 31 d'agost de 1981     | Anna Maria Palé Piferrer    | Inclou dues historietes de 2 pàgines, tres de 4 i sis de 6 de Mortadel·lo i Filemó i una de 2 i dos de 4 de Pepe Gotera y Otilio. | Super Humor 37                                     |
| 226    | Mortadel·lo i Filemó i El botones Sacarino                 | La pista del carterista               | Apòcrifs | 62                  | 31 d'agost de 1981     | Anna Maria Palé Piferrer    | Inclou una historieta de 2 pàgines, onze de 4 i una de 6 de Mortadel·lo i Filemó i una de 2 i dos de 4 de El botones Sacarino. | Super Humor 37                                     |
| 227    | Mortadel·lo i Filemó i El botones Sacarino                 | ¡Corre pillo, que te pillo!           | Apòcrifs | 62                  | 14 de setembre de 1981 | Anna Maria Palé Piferrer    | Inclou historietes d'1, 3, 4, 5 i 6 pàgines de Mortadel·lo i Filemó i dues de 4 de El botones Sacarino. | Super Humor 38                                     |
| 228    | Mortadel·lo i Filemó i Rompetechos                         | Dos mamelucos muy cucos               | Apòcrifs | 62                  | 28 de setembre de 1981 | Anna Maria Palé Piferrer    | Inclou historietes de 2, 4 i 6 pàgines de Mortadel·lo i Filemó i una de 6 de Rompetechos. | Super Humor 38                                     |
| 229    | Mortadel·lo i Filemó i Rompetechos                         | Los héroes del estacazo               | Apòcrifs | 62                  | 12 d'octubre de 1981   | Anna Maria Palé Piferrer    | Inclou historietes d'1, 2, 4, 5, 6 i 8 pàgines de Mortadel·lo i Filemó i una de 6 de Rompetechos. | Super Humor 38                                     |
| 230    | Zipi i Zape i Carpanta                                     | ¡Córcholis, qué listos somos!         | Escobar | 62                  | 26 d'octubre de 1981   | Anna Maria Palé Piferrer    | Inclou 3 historietes 8 pàgines resultat cadascuna de la unió de dues historietes originals, 2 de 6, 2 de 5 i 2 de 4 pàgines de Zipi i Zape i dues de 4 de Carpanta.Inclou una historieta d'11 pàgines (Una tarde conflictiva), sis historietes de 4 pàgines, 2 de 5 i 1 de 6 de Zipi i Zape i una historieta de 5 i una altra de 6 de Carpanta, a la darrera de les quals també hi apareixen com convidats Zipi i Zape. | Super Humor 38                                     |
| 231    | Zipi i Zape i Carpanta                                     | Dos casos como dos capazos            | Escobar | 62                  | Novembre de 1981       |                             | Inclou historietes de 4, 5, 6 i 8 pàgines de Zipi i Zape i dues de 5 de Carpanta. | Super Humor 38                                     |
| 232    | Mortadel·lo i Filemó                                       | Experimentos experimentados           | Apòcrifs | 62                  | 23 de novembre de 1981 | Anna Maria Palé Piferrer    | Inclou tres historietes de 4 pàgines i sis de 6 de Mortadel·lo i Filemó i set de 2 de El botones Sacarino. | Super Humor 39                                     |
| 233    | Mortadel·lo i Filemó i El botones Sacarino                 | Los artistas de las pistas            | Apòcrifs | 62                  | 14 de desembre de 1981 | Anna Maria Palé Piferrer    | Inclou una historieta de 2 pàgines, set de 4 i tres de 6 de Mortadel·lo i Filemó i set de 2 de El botones Sacarino. | Super Humor 39                                     |
| 234    | Mortadel·lo i Filemó i Rompetechos                         | En sagacidad no tienen rival          | Ibáñez i apòcrifs | 62                  | 24 de desembre de 1981 | Anna Maria Palé Piferrer    | Inclou Tete Cohete (44 pàgines), dues historietes apòcrifes de 6 i 4 pàgines de Mortadel·lo i Filemó i dues historietes de 6 i 2 de Rompetechos. | Super Humor 39                                     |
| 235    | Mortadel·lo i Filemó i Rompetechos                         | En marcha el Mundial 82               | Ibáñez i apòcrifs | 62                  | 8 de febrer de 1982    | Anna Maria Palé Piferrer    | Inclou En marcha el mundial 82 (44 pàgines), una historieta apòcrifa de 6 pàgines de Mortadel·lo i Filemó i historietes de 4 i 2 pàgines de Rompetechos. | Super Humor 39                                     |
| 236    | Zipi i Zape i Carpanta                                     | Dos pilletes muy majetes              | Escobar | 62                  | 22 de març de 1982     | Anna Maria Palé Piferrer    | Inclou Arqueología de 10 pàgines i històries curtes entre de les quals entre les quals dues de 5 i 4 pàgines de Carpanta, el nom del qual no apareix anunciat a la portada. El personatge també apareix a dues de les historietes de Zipi i Zape: Perros i gatos i El mejor guión. | Super Humor 39                                     |
| 237    | Zipi i Zape                                                | Dos ciclones en acción                | Escobar | 62                  | 22 de març de 1982     | Anna Maria Palé Piferrer    | | Super Humor 40                                     |
| 238    | Mortadel·lo i Filemó i El botones Sacarino                 | Un despiste tras otro                 | Ibáñez i apòcrifs | 62                  | 13 d'abril de 1982     | Anna Maria Palé Piferrer    | Conté En Alemania (44 pàgines), una història apòcrifa de 6 pàgines de Mortadel·lo i Filemó i dues històries de 2 i dues de 4 pàgines de El botones Sacarino. | Super Humor 40                                     |
| 239    | Mortadel·lo i Filemó i El botones Sacarino                 | Dos locuelos sin remedio              | Apòcrifs | 62                  | 1982                   |                             | Conté quatre historietes de 6 pàgines i set de 4 de Mortadel·lo i Filemó i una de 4 i tres de 2 de El botones Sacarino. | Super Humor 40                                     |
| 240    | Mortadel·lo i Filemó i Pepe Gotera y Otilio                | Ningún gangster les domina            | Apòcrifs | 62                  | 24 de maig de 1982     | Anna Maria Palé Piferrer    | Conté cinc historietes de 6 pàgines i cinc de 4 de Mortadel·lo i Filemó així com tres de 4 Pepe Gotera y Otilio. | Super Humor 40                                     |
| 241    | Mortadel·lo i Filemó i Pepe Gotera y Otilio                | Su agudeza no tiene límites           | Apòcrifs | 62                  | 31 d'agost de 1982     | Anna Maria Palé Piferrer    | Conté El tabique (12 pàgines) i altres historietes de 8, 6 i 4 pàgines de Mortadel·lo i Filemó (50 pàgines) i de 4 i de 2 de Pepe Gotera y Otilio (12 pàgines). | Super Humor 40                                     |
| 242    | Mortadel·lo i Filemó                                       | 2 chalados 2 en el Mundial 82         | Ibáñez i apòcrifs | 62                  | 27 d'agost de 1982     | Anna Maria Palé Piferrer    | Inclou Queda inaugurado el mundial 82 (44 pàgines) i historietes apòcrifes de 4 ó 6 pàgines. | Super Humor 41                                     |
| 243    | Mortadel·lo i Filemó i Pepe Gotera y Otilio                | No los salva ni la TIA                | Apòcrifs | 62                  | 28 de juny de 1982     | Anna Maria Palé Piferrer    | Inclou historietes de 8, 6 ó 4 pàgines de Mortadel·lo i Filemó (42 pàgines) i de 8, 4 ó 2 de Pepe Gotera y Otilio (20). | Super Humor 41                                     |
| 244    | Mortadel·lo i Filemó i Pepe Gotera y Otilio                | Dos macacos anticacos                 | Apòcrifs | 62                  | 19 de juliol de 1982   | Anna Maria Palé Piferrer    | Inclou historietes de 6 ó 4 pàgines de Mortadel·lo i Filemó (40 pàgines) i de 6, 4 ó 2 de Pepe Gotera y Otilio (22). | Super Humor 41                                     |
| 245    | Mortadel·lo i Filemó i Pepe Gotera y Otilio                | Nacieron para detectives              | Apòcrifs | 62                  | 26 de juliol de 1982   |                             | Inclou Las criaturas de cera vivientes (44 pàgines) i altres historietes curtes de Casanyes de Mortadel·lo i Filemó i dues historietes de Pepe Gotera y Otilio (10 pàgines). | Super Humor 41                                     |
| 246    | Zipi i Zape i Carpanta                                     | Los terribles gemelos                 | Escobar | 62                  | 26 de juliol de 1982   |                             | | Super Humor 41                                     |
| 247    | Zipi i Zape i Carpanta                                     | El pipiolo de Sapientín               | Escobar | 62                  | 1982                   |                             | Inclou historietes de 8, 5 i 4 pàgines de Zipi i Zape (43 pàgines) i de 5 i 4 de Carpanta (19). | Super Humor 42                                     |
| 248    | Mortadel·lo i Filemó i El botones Sacarino                 | Dos turulatos muy guapos              | Ibáñez i apòcrifs | 62                  | 1982                   | Anna Maria Palé Piferrer    | Conté El caso de los señores pequeñitos (44 pàgines) i una altra historieta, apòcrifa, de 4 pàgines de Mortadel·lo i Filemó i historietes de 4 i 6 pàgines de El botones Sacarino (14 pàgines). | Super Humor 42                                     |
| 249    | Mortadel·lo i Filemó i El botones Sacarino                 | Trompazos a go go                     | Apòcrifs | 62                  | 27 de novembre de 1982 | Anna Maria Palé Piferrer    | Conté historietes de 4, 6 i 7 pàgines de Mortadel·lo i Filemó (49 pàgines) i historietes de 4 i 5 pàgines de El botones Sacarino (13). | Super Humor 42                                     |
| 250    | Mortadel·lo i Filemó i Rompetechos                         | Dos sabuesos de peso                  | Apòcrifs | 62                  | 18 d'octubre de 1982   | Anna Maria Palé Piferrer    | Conté historietes curtes. | Super Humor 42                                     |
| 251    | Mortadel·lo i Filemó i Rompetechos                         | Vaya despiste que llevan              | Apòcrifs | 62                  | 25 d'octubre de 1982   | Anna Maria Palé Piferrer    | Conté una historieta de 8 pàgines, cinc de 6 i tres de 4 de Mortadel·lo i Filemó i una de 8 i dos de 2 de Rompetechos. | Super Humor 42                                     |
| 252    | Mortadel·lo i Filemó i Pepe Gotera y Otilio                | Agentes sin parangón                  | Ibáñez i apòcrifs | 62                  | 23 de novembre de 1982 | Anna Maria Palé Piferrer    | Inclou La elasticina (44 pàgines) i una altra historieta de 4 pàgines Mortadel·lo i Filemó i historietes de 8 i 6 de Pepe Gotera y Otilio. | Super Humor 43                                     |
| 253    | Mortadel·lo i Filemó i Pepe Gotera y Otilio                | Olimpiada de disparates               | Ibáñez i apòcrifs | 62                  | 29 de novembre de 1982 | Anna Maria Palé Piferrer    | Inclou El caso de los párvulos (44 pàgines) i historietes de 6 pàgines de Mortadel·lo i Filemó (6 pàgines) i Pepe Gotera y Otilio (12). | Super Humor 43                                     |
| 254    | Zipi i Zape i Carpanta                                     | Dos bribones sin malicia              | Escobar | 62                  |                        | Anna Maria Palé Piferrer    | Inclou historietes de 4, 6 ó 8 pàgines de Zipi i Zape (50 pàgines) i d'1 i 2 de Carpanta (12). | Super Humor 43                                     |
| 255    | Zipi i Zape i Carpanta                                     | Los galopines de don Pantuflo         | Ibáñez i Escobar | 62                  | 31 de desembre de 1982 | Anna Maria Palé Piferrer    | Inclou una historieta dedicada a Escobar per Ibáñez (2 pàgines), historietes de 5 ó 6 pàgines de Zipi i Zape (53 pàgines) i d'1 i 2 de Carpanta (9). | Super Humor 43                                     |
| 256    | Mortadel·lo i Filemó i El botones Sacarino                 | Sandeces a diestra y siniestra        | Ibáñez i apòcrifs | 62                  | 24 de gener de 1983    | Anna Maria Palé Piferrer    | Inclou El balón catastrófico (44 pàgines) i una historieta apròcrifa de sis pàgines de Mortadel·lo i Filemó i sis de dues pàgines, també apòcrifes, de El botones Sacarino. | Super Humor 43                                     |
| 257    | Mortadel·lo i Filemó i El botones Sacarino                 | Dos majaderos simpáticos              | Ibáñez i apòcrifs | 62                  | 31 de gener de 1983    | Anna Maria Palé Piferrer    | Inclou historietes de 6 i 8 pàgines de Mortadel·lo i Filemó i tres de 4 pàgines de El botones Sacarino. | Super Humor 44                                     |
| 258    | Zipi i Zape i Toby                                         | Una travesura tras otra               | Escobar | 62                  | 1983                   | Anna Maria Palé Piferrer    | Inclou historietes de 6, 5 ó 2 pàgines de Zipi i Zape (49 pàgines) i de 1 ó 2 de Toby (13). Desapareix la data i es torna a indicar només l'any. | Super Humor 44                                     |
| 259    | Zipi i Zape i Toby                                         | Dos bólidos en acción                 | Escobar | 62                  |                        |                             | Inclou Futbolerías (18 pàgines) i cinc historietes curtes de 6 pàgines sense títol de Zipi i Zape i d'1 ó 4 pàgines les de Toby, aquestes amb títol (14 pàgines). | Super Humor 44                                     |
| 260    | El botones Sacarino                                        | ¡Sálvese quien pueda!                 | Apòcrifs (Jesús de Cos, Miguel Ratera, Luis Rivera, Francisco Serrano Barrau)                                                                                    | 62                  | 1983                   | Anna Maria Palé Piferrer    | Inclou tretze historietes de 4 pàgines, dos de 2 i una de 6. Només s'indica el nom del guionista d'algunes historietes. | Super Humor 44                                     |
| 261    | El botones Sacarino                                        | A bocinazo limpio                     | Apòcrifs (Jesús de Cos) | 62                  | 1983                   | Anna Maria Palé Piferrer    | Inclou dotze historietes apòcrifes de 4 pàgines, una de 2 i dues de 6. Totes tenen guió de Jesús de Cos, però no s'indica el dibuixant. El preu va passar de 100 a 120 pessetes. | Super Humor 44                                     |
| 262    | Mortadel·lo i Filemó i El botones Sacarino                 | Despiste tras despiste                | Apòcrifs | 62                  | 1983                   |                             | Inclou historietes de 4 i 6 pàgines de Mortadel·lo i Filemó (50 pàgines) i de 2, 4 i 6 de El botones Sacarino (12). Per un error una edició del 1983 va aparèixer amb el isbn 84-02-07629-7 a la contraportada, que corresponia al número 206. S'hi indicava segona edició, però no està confirmada una edició prèvia. | Super Humor 45                                     |
| 263    | Pepe Gotera y Otilio                                       | Al rico disparate                     | | 62                  | 1983                   | Anna Maria Palé Piferrer    | Inclou una historieta de 8 pàgines i nou de 6. | Super Humor 45                                     |
| 264    | Rompetechos                                                | Siempre tan servicial                 | | 62                  | 1983                   | Anna Maria Palé Piferrer    | Inclou historietes curtes. | Super Humor 45                                     |
| 265    | Mortadel·lo i Filemó i El botones Sacarino                 | Cazadores de mamporros                | Ibáñez i apòcrifs de Sacarino (Jesús de Cos, Francisco Serrano)                                                                                                  | 62                  | 1983                   | Anna Maria Palé Piferrer    | Inclou Billy "El Horrendo" (44 pàgines), una historieta de 8 pàgines de Mortadel·lo i Filemó i dues historietes apòcrifes de 4 amb guió de Jesús de Cos i una de 2 de Francisco Serrano de El botones Sacarino, de les que no s'indica el dibuixant. A la primera edició hi apareixia el logotip de 25 aniversari de Mortadel·lo. | Super Humor 45                                     |
| 266    | El botones Sacarino                                        | El «gafe» de la oficina               | | 62                  | 1983                   |                             | Inclou quinze historietes de 4 pàgines i una historieta de 2. | Super Humor 45                                     |
| 267    | Zipi i Zape i Toby                                         | Los pillastres del barrio             | Escobar | 62                  | 1983                   |                             | Inclou historietes de 2, 4, 5 ó 6 pàgines de Zipi i Zape i sis de 2 i una d'1 de Toby | Super Humor 46                                     |
| 268    | El botones Sacarino                                        | Igual que un huracán                  | | 62                  | 1983                   | Anna Maria Palé Piferrer    | Inclou una historieta de 8 pàgines, tres de 6 i nou de 4. | Super Humor 46                                     |
| 269    | Mortadel·lo i Filemó                                       | Sólo se nace una vez                  | Ibáñez | 62                  | 1983                   | Anna Maria Palé Piferrer    | Primer número commemoratiu del 25º Aniversari dels protagonistes. Inclou la introducció Sólo se nace una vez de Salvador Vázquez de Parga, historietes antigues d'una o dos pàgines publicades principalment a la revista Pulgarcito, entre les que hi ha la seva primera aparició i la primera portada i historietes més modernes com La verdadera historia de Mortadelo y Filemón (6 pàgines) i El abuelo (4 pàgines). Per primer cop s'indica la procedència de la major part de les historietes. Cada contraportada dels cinc especials d'aniversari tenia una contraportada diferents. En la d'aquest número hi apareixen versions antigues dels personatges.                               | Super Humor 25º Aniversario de Mortadelo y Filemón |
| 270    | Mortadel·lo i Filemó                                       | Estrellas del cómic00                 | Salvador Vázquez de Parga, Ibáñez | 62                  | 1983                   | Anna Maria Palé Piferrer    | Segon número commemoratiu del 25º Aniversari dels protagonistes. Conté un article de Vázquez de Parga i altres sense signar i historietes modernes i antigues en blanc i negre i bicolor. A la contraportada hi apareix el duo protagonista caracteritzats com a romans, Mortadel·lo disfressat de bust. | Super Humor 25º Aniversario de Mortadelo y Filemón |
| 271    | Mortadel·lo i Filemó                                       | Entre amigos                          | Francisco Serrano, Esege, Raf, Fresno's, Jaume Rovira, Escobar, Julio Fernández, Tran, Jaume Ribera, March, Rojas, Segura, Martz-Schmidt, Arturo Pascual, Ibáñez | 62                  | 1983                   | Anna Maria Palé Piferrer    | Tercer número commemoratiu del 25º Aniversari dels protagonistes. Inclou un poema de Francisco Serrano, una entrevista humorística de Julio Fernández, l'article Ibáñez visto por Ribera, una auca de Raf i historietes de Neronius, Benito Boniato, Segis y Olivio, Zipi i Zape, Plurilópez, El Mini Rey, Don Percebe y Basilio, Sir Tim O'Theo, La Panda i El doctor Cataplasma homenatjant als personatges dibuixats per Ibáñez a totes les històries. A la contraportada apareixen els personatges de 13 Rue del Percebe. | Super Humor 25º Aniversario de Mortadelo y Filemón |
| 272    | Mortadel·lo i Filemó                                       | Baile de disfraces                    | Ibáñez | 62                  | 1983                   | Anna Maria Palé Piferrer    | Quart número commemoratiu del 25º Aniversari dels protagonistes, dedicat a les disfresses. La contraportada és protagonitzada per El botones Sacarino. | Super Humor 25º Aniversario de Mortadelo y Filemón |
| 273    | Mortadel·lo i Filemó                                       | El mundo loco de dos detectives       | Ibáñez | 62                  | 1983                   | Anna Maria Palé Piferrer    | Cinquè i darrer número commemoratiu del 25º Aniversari dels protagonistes. Inclou historietes curtes i fragments (pàgines o en alguns casos escenes) d'historietes llargues. A la contraportada hi apareix el "Super". | Super Humor 25º Aniversario de Mortadelo y Filemón |
| 274    | Mortadel·lo i Filemó i Rompetechos                         | Tortazos a diestro y siniestro        | Ibáñez i apòcrifs | 62                  |                        | Anna Maria Palé Piferrer    | Inclou historietes de 6 ó 4 pàgines de Mortadel·lo i Filemó (52 en total) i de 6 ó 2 de Rompetechos (10 pàgines). A la portada de la primera edició hi apareixia el logotip commemoratiu del 25è aniversari de Mortadel·lo. | Super Humor 46                                     |
| 275    | El botones Sacarino                                        | Más genial cada día                   | | 62                  | 1983                   | Anna Maria Palé Piferrer    | Inclou divuit historietes de 2 pàgines, tres de 4, una de 6 i una de 8 de El botones Sacarino. A la portada de la primera edició hi apareixia el logotip commemoratiu del 25è aniversari de Mortadel·lo, tot i que aquest i Filemó només apareixen a la portada. | Super Humor 46                                     |
| 276    | Mortadel·lo i Filemó i Pepe Gotera y Otilio                | ¡Pero qué grandes son!                | Ibáñez i apòcrifs | 62                  | 1983                   | Anna Maria Palé Piferrer    | Inclou ¡Hay un traidor en la T.I.A.! (44 pàgines) i historietes apòcrifes de Mortadel·lo i Filemó i Pepe Gotera y Otilio. A la portada hi apareixia el logotip commemoratiu del 25è aniversari de Mortadel·lo. | Super Humor 46                                     |
| 277    | Zipi i Zape i Carpanta                                     | Siempre quieren ayudar                | Escobar | 62                  | Setembre de 1983       | Anna Maria Palé Piferrer    | Inclou historietes de 4, 5 ó 6 pàgines de Zipi i Zape (49 pàgines en total) i d'1 a 3 de Carpanta (13). Es torna a indicar el mes de publicació a la contraportada a més de l'any. | Super Humor 47                                     |
| 278    | Zipi i Zape i Toby                                         | Pilluelos con buena suerte            | Escobar | 62                  | Setembre de 1983       | Anna Maria Palé Piferrer    | Inclou historietes de 5 ó 6 pàgines de Zipi i Zape i sis historietes de 2 pàgines de Toby. | Super Humor 47                                     |
| 279    | Mortadel·lo i Filemó i Rompetechos                         | Los artistas de la T.I.A.             | Ibáñez i apòcrifs | 62                  | Octubre de 1983        | Anna Maria Palé Piferrer    | Inclou La desarrollicina (8 pàgines) i historietes apòcrifes de 4 i 6 pàgines de Mortadel·lo i Filemó i de 2 i 4 de Rompetechos (12 pàgines), majoritàriament obra de Casanyes. A la portada hi apareixia el logotip commemoratiu del 25è aniversari de Mortadel·lo. | Super Humor 47                                     |
| 280    | Mortadel·lo i Filemó i Pepe Gotera y Otilio                | Situación apurada                     | Ibáñez i apòcrifs | 62                  | Novembre de 1983       | Anna Maria Palé Piferrer    | Inclou El bacilón (44 pàgines), una altra historieta de Mortadel·lo i Filemó de sis pàgines i tres historietes de 4 pàgines de Pepe Gotera y Otilio. A la portada de la primera edició hi apareixia el logotip commemoratiu del 25è aniversari de Mortadel·lo. | Super Humor 47                                     |
| 281    | Zipi i Zape i Toby                                         | Travesuras con marcha                 | Escobar | 62                  | Novembre de 1983       | Anna Maria Palé Piferrer    | Inclou historietes de 5 ó 6 pàgines de Zipi i Zape i sis historietes de 2 pàgines de Toby. | Super Humor 47                                     |
| 282    | Mortadel·lo i Filemó i El botones Sacarino                 | Dos agentes modernos                  | Apòcrifs | 62                  | Desembre de 1983       | Anna Maria Palé Piferrer    | Inclou La amenaza (46 pàgines), la primera historieta llarga apòcrifa de Mortadel·lo i Filemó i historietes de 6 pàgines de Mortadel·lo i Filemó i una de 2 i dos de 4 de El botones Sacarino (10 pàgines), aquestes amb guió de Jesús de Cos, acreditat. A la portada hi apareixia el logotip commemoratiu del 25è aniversari de Mortadel·lo. El preu va passar de 120 a 125 pessetes, però els números següents va tornar a ser de 120. | Super Humor 48                                     |
| 283    | Zipi i Zape i Toby                                         | Dos granujillas simpáticos            | Escobar | 62                  | Desembre de 1983       | Anna Maria Palé Piferrer    | Inclou historietes de 5 ó 6 pàgines de Zipi i Zape i sis historietes de 2 pàgines de Toby. | Super Humor 48                                     |
| 284    | El botones Sacarino                                        | El despiste en persona                | Apòcrifs | 62                  | Gener de 1984          | Anna Maria Palé Piferrer    | Inclou historietes de 4, 5 ó 6 pàgines. Només s'indica el nom dels guionistes. | Super Humor 48                                     |
| 285    | Mortadel·lo i Filemó i Rompetechos                         | Pescadores de embrollos               | Ibáñez i apòcrifs | 62                  | Gener de 1984          | Anna Maria Palé Piferrer    | Inclou historietes de Mortadel·lo i Filemó (50 pàgines) i Rompetechos (12). A la portada hi apareixia el logotip commemoratiu del 25è aniversari de Mortadel·lo. | Super Humor 48                                     |
| 286    | Mortadel·lo i Filemó i Pepe Gotera y Otilio                | ¡Su eficiencia no tiene límites!      | Ibáñez i apòcrifs | 62                  | Febrer de 1984         | Anna Maria Palé Piferrer    | Inclou El ascenso (44 pàgines) i historietes de 4 pàgines de Mortadel·lo i Filemó i de Pepe Gotera y Otilio (12 pàgines). A la portada hi apareixia el logotip commemoratiu del 25è aniversari de Mortadel·lo. | Super Humor 48                                     |
| 287    | Zipi i Zape i Carpanta                                     | ¡Dos pillastres de aúpa!              | Escobar | 62                  | Febrer de 1984         | Anna Maria Palé Piferrer    | Inclou historietes de 5 ó 6 pàgines de Zipi i Zape i una de 5 i quatre de 2 pàgines de Carpanta. | Super Humor 49                                     |
| 288    | El botones Sacarino                                        | En el país del petrodólar             | Apòcrifs | 62                  | Març de 1984           | Anna Maria Palé Piferrer    | Inclou En el país del Petrodólar (apòcrifa de 46 pàgines), dues historietes de 4 pàgines i dues més de 6 i 2 respectivament. | Super Humor 49                                     |
| 289    | El botones Sacarino                                        | Campeón de los desastres              | Apòcrifes | 62                  | Març de 1984           | Anna Maria Palé Piferrer    | Inclou historietes de 3, 4 ó 5 pàgines. | Super Humor 49                                     |
| 290    | Mortadel·lo i Filemó i Rompetechos                         | La Estatua de la Libertad             | Ibáñez i apòcrifs | 62                  | Abril de 1984          | Anna Maria Palé Piferrer    | Inclou La estatua de la libertad (44 pàgines), tres historietes curtes de Mortadel·lo i Filemó (10) i una de Rompetechos (8). | Super Humor 49                                     |
| 291    | -                                                          | Escobar Rey de la historieta          | Escobar, Raf, Jaume Rovira, Ibáñez, Armand Matias i Guiu | 62                  | Abril de 1984          | Anna Maria Palé Piferrer    | Primer dels cinc números especials dedicats a Josep Escobar. Inclou articles amb il·lustracions i fotografies, una entrevista, historietes antigues d'alguns dels seus primers personatges i historietes més modernes on apareix el mateix Escobar com personatge. El preu va passar de 120 a 125 pessetes. | Super Humor Escobar Rey de la Historieta           |
| 292    | Zipi i Zape i Carpanta                                     | El terror del más allá                | Escobar | 62                  | Maig de 1984           | Anna Maria Palé Piferrer    | Inclou cinc historietes de 4 pàgines i sis de 5 de Zipi i Zape i sis de 2 pàgines de Carpanta. | Super Humor 49                                     |
| 293    | -                                                          | Escobar Rey de la historieta          | Escobar | 62                  | Octubre de 1984        | Anna Maria Palé Piferrer    | Segon dels cinc números especials dedicats a Josep Escobar, aquest dedicat a l'evolució de Zipi i Zape. Inclou la historieta Dos milenios de Zipi y Zape (11 pàgines), articles sense signar sobre l'evolució dels germans i els seus pares i historietes antigues. | Super Humor Escobar Rey de la Historieta           |
| 294    | Mortadel·lo i Filemó i El botones Sacarino                 | Problemas de peso                     | Apòcrifs | 62                  | Octubre de 1984        | Anna Maria Palé Piferrer    | Inclou El loco del Fuji-Yama (46 pàgines) de Jesús de Cos i Lurdes Martin Gimeno, dues historietes d'una pàgina de Mortadel·lo i Filemó i set de dues de El botones Sacarino. | Super Humor 50                                     |
| 295    | -                                                          | Escobar Rey de la historieta          | Francisco Serrano Barrau, Jesús de Cos Pinto, Jaume Rovira, Martz-Schmidt, March, Rojas, Esege, Raf, Ibáñez, Tran, Gosset, Fresno's, Escobar                     | 62                  | Octubre de 1984        | Anna Maria Palé Piferrer    | Tercer dels cinc números especials dedicats a Josep Escobar. Inclou historietes d'homenatge dels personatges d'Escobar protagonitzades per Purita, Aníbal, Tranqui i Tronco, Hug, el troglodita, Mortadel·lo i Filemó, Cinco amiguetes, Neronius, Deliranta Rococo (totes vuit de sis pàgines), Benito Boniato (4 pàgines), l'auca còmica Aleluya singular sobre el maestro Escobar a càrrec de Raf (2 pàgines), l'article Escobar monstruo de la historieta de Jesús de Cos, el poema Al admirado maestro y querido amigo Escobar de Francisco Serrano i dues pàgines antigues de Zipi i Zape en blanc i negre. La il·lustració de la contrapartada, obra d'Escobar, continua la de la portada. | Super Humor Escobar Rey de la Historieta           |
| 296    | Mortadel·lo i Filemó                                       | Los Ángeles '84                       | Ibáñez i apòcrifs | 62                  | Juny de 1984           | Anna Maria Palé Piferrer    | Inclou Los Angeles 84 (44 pàgines), una historieta apòcrifa de sis pàgines i tres de quatre. | Super Humor 50                                     |
| 297    | -                                                          | Escobar Rey de la historieta          | Escobar | 62                  | Febrer de 1985         | Anna Maria Palé Piferrer    | Quart dels cinc números especials dedicats a Josep Escobar, aquest centrat en les creacions de Carpanta i Petra, amb articles detallant la seva evolució i publicació d'historietes antigues. El preu passa de 125 a 140 pessetes. | Super Humor Escobar Rey de la Historieta           |
| 298    | Zipi i Zape i Toby                                         | Trastadas a tutiplén                  | Escobar | 62                  | Setembre de 1984       | Anna Maria Palé Piferrer    | | Super Humor 50                                     |
| 299    | -                                                          | Escobar Rey de la historieta          | Escobar | 62                  | Maig de 1985           | Anna Maria Palé Piferrer    | Darrer dels cinc números especials dedicats a Josep Escobar. Inlcou articles i historietes on destaquen personatges secundaris de Zipi i Zape i altres protagonitzades per personatges d'Escobar com Toby, Plim el Magno, Don Óptimo y don Pésimo i Doña Tula y Clotildo. La contraportada es converteix en un anunci dels diferents personatges del segell. La informació sobre la publicació es desplaça al revers de la contraportada. | Super Humor Escobar Rey de la Historieta           |
| 300    | Mortadel·lo i Filemó i El botones Sacarino                 | Testigo de cargo                      | Ibáñez i apòcrifs | 62                  | Novembre de 1984       | Anna Maria Palé Piferrer    | Inclou Testigo de cargo (44 pàgines), una historieta de 6 pàgines de Mortadel·lo i Filemó i sis historietes de 2 de El botones Sacarino, qui també coprotagonitza la historieta principal. El nom d'aquest personatge apareix en aquest número de forma destacada. Es va publicar abans que el número anterior. La contraportada encara és l'habitual amb Mortadel·lo disfressat d'indi americà. | Super Humor 50                                     |
| 301    | Zipi i Zape i Carpanta                                     | Tunantes de buen corazón              | Escobar | 62                  | Gener de 1985          | Anna Maria Palé Piferrer    | Inclou dotze historietes de 4 pàgines de Zipi i Zape i set de 2 pàgines de Carpanta | Super Humor 50                                     |
| 302    | Mortadel·lo i Filemó i Pepe Gotera y Otilio                | Aventuras locuelas                    | Ibáñez i apòcrifs | 62                  | Març de 1985           | Anna Maria Palé Piferrer    | Inclou historietes d'1, 4, 6 ó 8 pàgines de Mortadel·lo i Filemó (50 pàgines) i de 6, 4 ó 2 de Pepe Gotera y Otilio (12). | Super Humor 51                                     |
| 303    | Zipi i Zape i Toby                                         | ¡Travesuras con mucha pimienta!       | Escobar | 62                  | Abril de 1985          | Anna Maria Palé Piferrer    | Inclou tretze historietes de 4 pàgines de Zipi i Zape i cinc de 2 de Toby | Super Humor 51                                     |
| 304    | Mortadel·lo i Filemó i Tete Cohete                         | El cacao espacial                     | Ibáñez i apòcrifs | 62                  | Abril de 1985          | Anna Maria Palé Piferrer    | Inclou El cacao espacial (44 pàgines), una historieta apòcrifa de 6 pàgines de Mortadel·lo i Filemó i dotze d'una pàgina de Tete Cohete | Super Humor 51                                     |
| 305    | Carpanta i Petra                                           | ¡Quién pudiera comer!                 | Escobar | 62                  | Abril de 1985          | Anna Maria Palé Piferrer    | Conté vint historietes de 2 pàgines i una d'1 de Carpanta i sis de 2 i una de 9 de Petra. | Super Humor 51                                     |
| 306    | Mortadel·lo i Filemó i Tete Cohete                         | Que viene el fisco                    | Apòcrifs | 62                  | Novembre de 1985       | Anna Maria Palé Piferrer    | Inclou Que viene el fisco (42 pàgines) de Jesús de Cos i Lurdes Martín, dues historietes de sis pàgines de Mortadel·lo i Filemó i 8 pàgines de Tete Cohete sense títol. El preu va passar de 140 a 150 pessetes. La contraportada es converteix en un anunci dels diferents personatges del segell. La informació sobre la publicació es desplaça al revers de la contraportada. | Super Humor 51                                     |
| 307    | El botones Sacarino i Tete Cohete                          | El retorno del Titi                   | Apòcrifs | 62                  | Novembre de 1985       | Anna Maria Palé Piferrer    | Inclou El retorno del Titi (42 pàgines) de Bruguera Equip i historietes de 2 a 6 pàgines. | Super Humor 52                                     |
| 308    | Mortadel·lo i Filemó i El botones Sacarino                 | El crecepelo infalible                | Apòcrifs | 62                  | Desembre de 1985       | Anna Maria Palé Piferrer    | Inclou El crecepelo infalible (44 pàgines) de Julio Fernández i Miguel Fernández Martínez, entintat per Pablo García, dues historietes de 2 pàgines i una de 4 de Mortadel·lo i Filemó i dues de 4 de El botones Sacarino. | Super Humor 52                                     |
| 309    | Mortadel·lo i Filemó, El botones Sacarino i Sir Tim O'Theo | El cochecito leré                     | Ibáñez, apòcrifs de El botones Sacarino, Raf i Raf Equipo | 62                  | Desembre de 1985       | Anna Maria Palé Piferrer    | Inclou El cochecito leré (44 pàgines), una historieta de 4 pàgines i tres de 2 de El botones Sacarino (totes apòcrifes) i una de 2 i una altra de 4 de Sir Tim O'Theo. | Super Humor 52                                     |
| 310    | Mortadel·lo i Filemó i El botones Sacarino                 | ¡A la caza del chotta!                | Apòcrifs | 62                  | Desembre de 1985       | Anna Maria Palé Piferrer    | Inclou ¡A la caza del chotta! (44 pàgines), de Jesús de Cos i Juan M. Muñoz. | Super Humor 52                                     |
| 311    | El botones Sacarino                                        | El escarabajo de oro                  | Apòcrifs | 62                  | Gener de 1986          | Montse Vives                | Inclou El escarabajo de oro (44 pàgines), de Lurdes Martín Gimeno i historietes de 2 a 4 pàgines. El preu va passar de 150 a 160 pessetes, l'últim augment de preu de la col·lecció durant l'etapa de Bruguera. | Super Humor 52                                     |
| 312    | Pepe Gotera y Otilio                                       | El castillo de los Pelmhacudy         | Apòcrifs | 62                  | Febrer de 1986         | Montse Vives                | Inclou El castillo de los Pelmhacudy (42 pàgines) de Martínez Osete i historietes de 2 a 6 pàgines. |                                                    |
| 313    | Zipi i Zape i Toby                                         | Dos mozalbetes simpáticos             | Escobar | 62                  | Febrer de 1986         | Montse Vives                | Inclou dues historietes de 5 pàgines i deu de 4 de Zipi i Zape i 6 historietes de 2 pàgines de Toby. |                                                    |
| 314    | El botones Sacarino                                        | El año internacional de la juventud   | Bruguera equip | 62                  | Març de 1986           | Montse Vives                | Inclou Año Internacional de la Juventud (44 pàgines), i historietes de 2, 4 ó 6 pàgines. |                                                    |
| 315    | Mortadel·lo i Filemó                                       | La secta de Zum-Bhao                  | Bruguera equip | 62                  | 1986                   |                             | Inclou La secta de Zum-Bhao (44 pàgines), amb guió de Jesús De Cos i llapis de Juan M. Muñoz i tres historietes de 6 pàgines. |                                                    |
| 316    | Mortadel·lo i Filemó                                       | Mundial México 86                     | Bruguera equip | 62                  | Juny de 1986           | Montse Vives                | Inclou Mundial México 86 (44 pàgines), amb guió de Jesús De Cos i dibuix de Lurdes Martín i tres historietes de sis pàgines. |                                                    |